# 御茶ノ水駅
御茶ノ水駅（おちゃのみずえき）は、東京都千代田区・文京区にある、東日本旅客鉄道（JR東日本）・東京地下鉄（東京メトロ）の駅である。
神田川（外堀）南側（千代田区側）にJR東日本の駅が、北側（文京区側）に東京メトロの駅がある。所在地は、JR東日本が千代田区神田駿河台二丁目、東京メトロが文京区湯島一丁目である。
東京メトロの駅は文京区最南端に位置する。

## 乗り入れ路線
JR東日本の各線（後述）と、東京メトロの丸ノ内線が乗り入れる接続駅である。また、各路線に駅番号が付与されている。
- JR東日本：各線（後述）
- 東京メトロ： 丸ノ内線 - 駅番号「M 20」

JR東日本の駅は、当駅の所属線である中央本線と、当駅を終点とする総武本線（支線）との分岐駅となっている。中央本線の当駅以西（新宿方面）は急行線（快速線）と緩行線との複々線区間である。急行線には東京駅発着の中央線快速電車が、緩行線には総武本線（錦糸町駅方面）と直通運転を行っている中央・総武線各駅停車が乗り入れる。2020年（令和2年）3月13日までは早朝・深夜帯（始発 - 概ね午前6時過ぎと概ね翌日午前0時過ぎ - 終電まで）に限って東京駅発着で中央緩行線に乗り入れる各駅停車も運行されていたが、同年3月14日のダイヤ改正に伴い、中央・総武緩行線当駅折り返し発着は廃止となり、すべての時間帯で千葉駅 - 当駅 - 三鷹駅の直通運転となっている（これに付随して、その時間帯に運行していた東京駅発着の中央線各駅停車も廃止され、こちらは終日快速以上の優等列車のみの乗り入れとなった）。
- 中央線（快速）：急行線を走行する中央本線の近距離電車。八王子駅・高尾駅方面の列車の他に、立川駅から青梅線へ直通する列車も運行 - 駅番号「JC 03」
- 中央・総武線（各駅停車）：緩行線を走行する中央本線の近距離電車。当駅以西は中央本線を走行し、当駅以東は総武本線支線を経由し、錦糸町駅から総武本線へ走行する[注 1]。 - 駅番号「JB 18」

またJR東日本の駅は、特定都区市内制度における「東京都区内」、類似の制度である「東京山手線内」に属している。

## 歴史
駅名の元となった地名の由来については御茶ノ水を参照。

### 甲武鉄道による開業

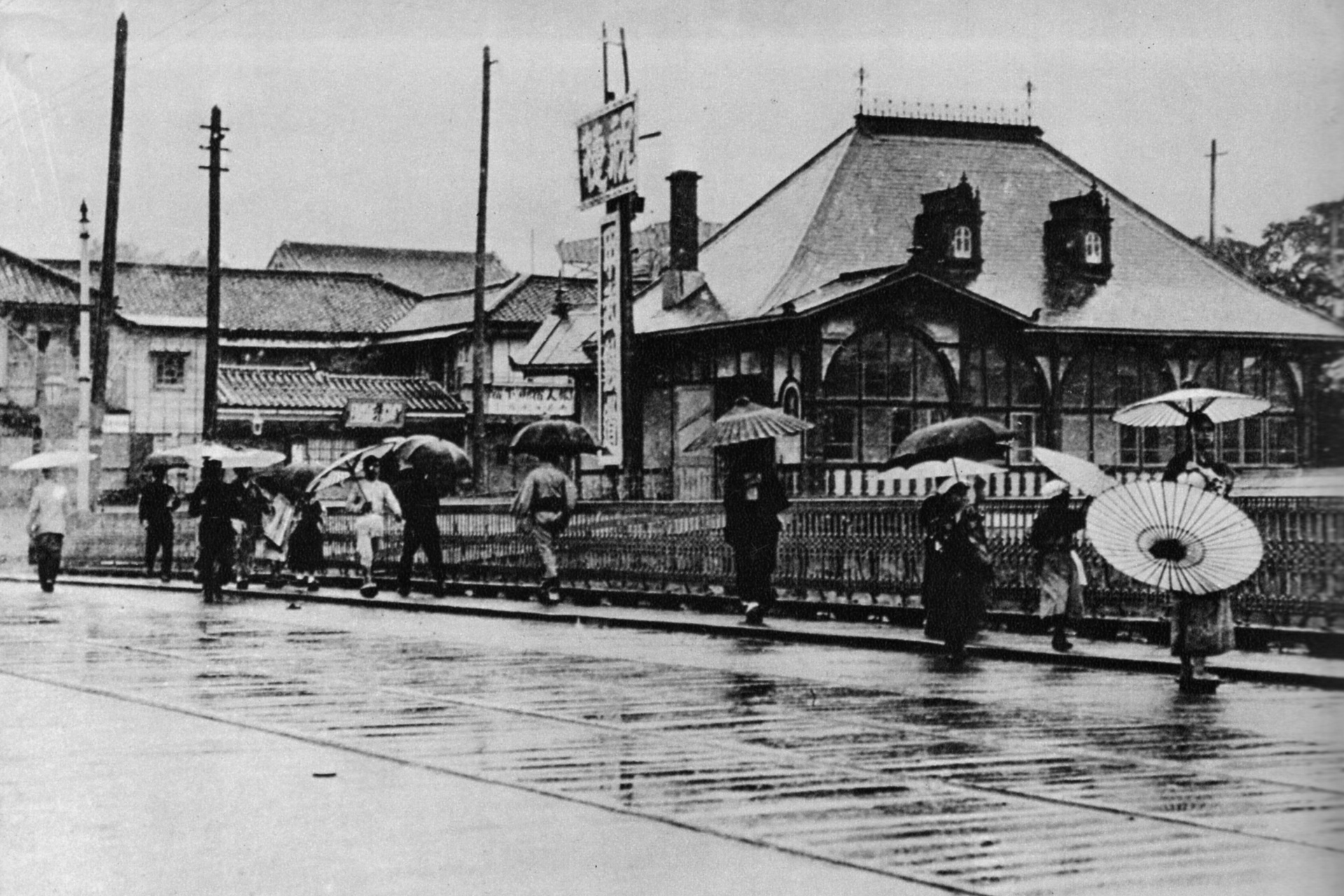
甲武鉄道御茶ノ水駅（1905年）

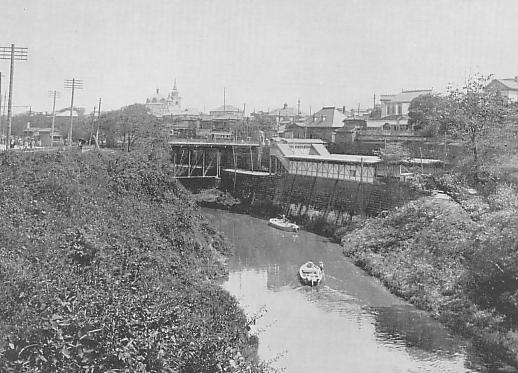
大正時代の御茶ノ水駅

現在の中央本線の新宿 - 八王子間は、私鉄の甲武鉄道が建設した。その後甲武鉄道は東京市街地中心部への路線延長を図り、1895年（明治28年）4月3日に飯田町駅まで蒸気機関車による運転で開通した。この飯田町駅は飯田橋駅よりも東側にあった駅で、後に貨物駅となり1999年（平成11年）に廃止となった。さらに甲武鉄道は、列車運転本数の増加を図るとともに、蒸気機関車の運転による音や煤煙の公害を軽減する目的もあって、路線の電化を行って電車の運転を開始し、路線の市街地方面へのさらなる延長を行った。こうして1904年（明治37年）12月31日に飯田町から御茶ノ水までの路線が当初から複線電化で開通し、御茶ノ水駅がこの際に開業した。御茶ノ水 - 中野の間で1日28往復、新宿までは10分間隔の運転であった。当初の御茶ノ水駅は現在地よりも新宿寄り、御茶ノ水橋を挟んで反対側にあった。当時の駅舎の跡地には神田警察署お茶の水交番が所在している。駅舎は洋風木造平屋建て、またプラットホームは相対式ホーム2面2線であった。
この区間の建設に当たっては、東京市区改正委員会から道路への影響を避けるように求められ、結果として外濠の内側を走る経路が選択された。また土手や崖地の景観をできるだけ保全するように求められ、さらに湧水にも苦しめられる難工事となった。こうした条件から、御茶ノ水駅は神田川と崖が迫る狭隘な場所に建設される結果となった。
甲武鉄道はさらに御茶ノ水駅より東側の区間の建設を進めていた。しかし1906年（明治39年）10月1日に鉄道国有法により甲武鉄道は国有化され、御茶ノ水駅は国有鉄道の駅となるとともに、御茶ノ水駅より東への延長工事も国鉄へ引き継がれた。1908年（明治41年）4月19日に昌平橋駅までが開通して、当駅は中間駅となった。また同年10月12日に国有鉄道線路名称が制定されて、御茶ノ水駅が所属する路線は中央本線と命名された。

### 総武本線の乗り入れ工事

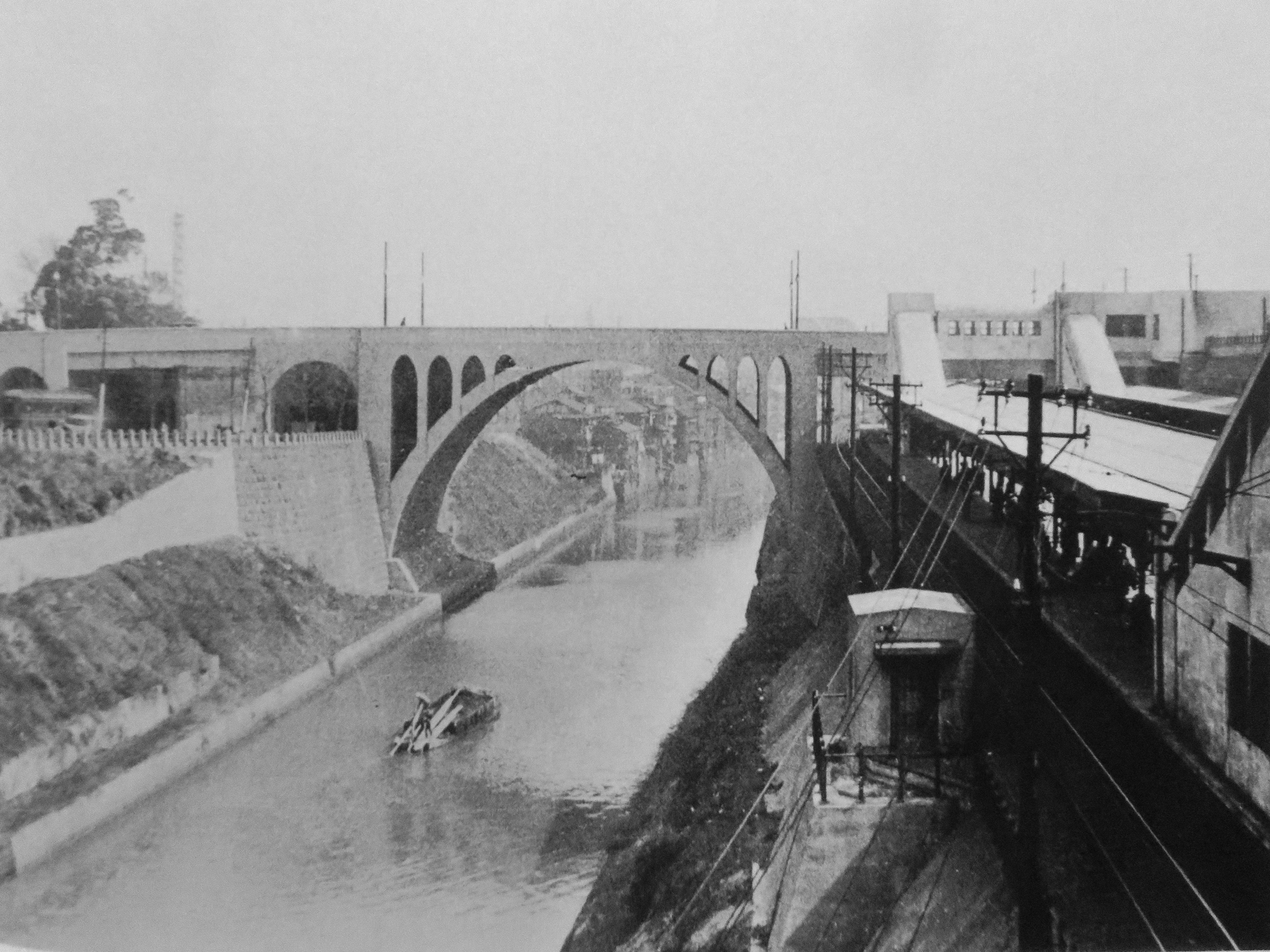
御茶ノ水駅と聖橋（1934年、撮影：石川光陽）

1923年（大正12年）9月1日には関東大震災に見舞われ、御茶ノ水駅は駅舎が一部焼失する被害を受けた。しかしこれは応急復旧されてそのまま使用された。また神田川に面した崖が大規模に崩落し、この箇所を復旧した形跡は2010年代に入ってもなお残されている。
それまであまり輸送量の大きな路線ではなかった中央本線は関東大震災後、復興資材となる砂利の輸送が拡大し、通勤輸送についても輸送量が急増した。さらに失業対策事業の一環もあって、大正末期に御茶ノ水 - 中野間の複々線化工事に着手することになった。またこの頃、総武本線は両国駅（1931年までは両国橋駅）が起点だったため、旅客はバスや市電に乗り換えて他の路線の駅に向かわなければならなかった。総武本線を市街中心地まで延長して他の路線と連絡させる計画は古くからあったが、関東大震災で市街地が焼失したことを契機とする区画整理の一環として線路用地を買収し、両国と御茶ノ水を結ぶ高架路線を建設することになった。
この工事に伴い、御茶ノ水駅はそれまでの所在地より東側の、お茶の水橋と聖橋の間に移転した。出入口は御茶ノ水橋と聖橋の双方のたもとに設けられた。プラットホームは島式ホームを2面設置して、両国と連絡する総武本線の線路を内側、中央本線の線路を外側にした方向別配置とした。総武本線の線路は御茶ノ水を出ると、33パーミルの上り勾配で登って中央本線の上り線を跨ぎ越す構造とされた。総武本線は中央本線の緩行線・急行線の双方ともに連絡でき、かつ折り返しもできる配線とされた。プラットホームは完成時点では全長152.2メートル、幅は川側の中央本線上り・総武本線下りホームが6.5メートル、山側の総武本線上り・中央本線下りホームが5.8メートルとなった。
工事は、中央本線の電車が行き交う脇で、しかも駿河台の民家に近接して高さ12メートルに及ぶ擁壁を構築する必要があるなど、困難なものとなった。施工は大倉土木（現在の大成建設）が請け負った。総武本線側の工事が完成して1932年（昭和7年）7月1日から御茶ノ水駅に総武本線の電車が乗り入れを開始し、続いて1933年（昭和8年）9月15日に御茶ノ水 - 飯田町間の複々線化工事が完成して中央線急行電車（現在の中央線快速）が運転を開始した。
総武本線の乗り入れ工事に合わせて、2代目の御茶ノ水駅舎の建築が行われた。この頃の建築界では、過去の様式にとらわれずに新しい建築材料にもっとも適した建築をしようというウィーン分離派（ウィンナー・セセッション）の動きが出ていた。そして鉄・ガラス・コンクリートといった材料を使って、無装飾で実用本位な建築を行うインターナショナル・スタイルが誕生し、日本においてもこうしたモダニズム建築の動きが見られるようになった。こうしたモダニズム建築の様式による駅舎の設計を行ったのは、東京帝国大学建築学科を卒業して鉄道省に入省した、建築家の伊藤滋であった。設計に際しては、湯島聖堂の近くにあるから東洋趣味を重んじたものにするように、との外部団体からの要望も寄せられたが、伊藤はこれを一蹴し、震災復興橋梁として先に完成していた聖橋（1927年完成）、御茶ノ水橋（1931年完成）との調和を重視した設計を行った。それまでの駅はいったん乗客を待合室に滞留させてからプラットホームへ導くものであったが、伊藤は駅は道路の一部であるとして旅客流動を重視した設計を行い、やってくる乗客を次々に捌く新しい電車時代の駅を設計した。これは駅舎設計の根本的な転換で、以降の通勤電車の駅の設計の基本となった。これ以降、乗降客数は比べ物にならないほど増加したものの、御茶ノ水駅はその機能を果たし続けている。

### 地下鉄の乗り入れ
第二次世界大戦後は、国鉄の駅にはプラットホームの延長や上屋の設置といった工事が行われた。1954年（昭和29年）1月20日には帝都高速度交通営団（営団）丸ノ内線の御茶ノ水駅が開業し、1969年（昭和44年）12月20日には営団千代田線の新御茶ノ水駅も付近に開業している。丸ノ内線の御茶ノ水駅の建設にあたっては国鉄駅より駿河台側や国鉄駅の直下なども検討され、後者の案に関しては中川浩一によれば展覧会で完成予想パノラマも展示されたとのことだが、最終的には建設費節約の関係や国鉄駅の基礎を解体することが不可能なことから、現在地の神田川左岸が選択された。御茶ノ水駅は神田川に面した急傾斜地に建設された関係で、アプローチ部分が半地下の駅舎のような構造となったが、建設費の節約を追求した当時の鈴木清秀営団総裁の「いたずらに宏壮華美を求めない」との方針の影響を受けてか国鉄の御茶ノ水駅と同じくインターナショナル・スタイルで設計されることになった。設計を担当したのは、国鉄の御茶ノ水駅の設計にも伊藤滋を補佐して関わった土橋長俊の主宰する土橋大野建築事務所であった。風致地区であったため上質な仕上げが心がけられ、ガラスをはめ込んだ出入口や軟石を貼るなどされている。単純な直線と曲線を組み合わせたシンプルで無駄のない造形であり、頂部の半円形の連続窓は土橋のかかわった交通博物館のガラス張りの階段室に通じるとされる。第二次世界大戦中の鉄筋コンクリートなどの資材不足により一度は途絶えた日本の鉄道におけるモダニズム建築はここで再び受け継がれ、以降の国鉄の駅舎の多くがインターナショナル・スタイルで建設されていくことになった。当駅付近の丸ノ内線建設工事の際に、縄文時代の遺物が発見されて学術調査により貝塚と認定され、お茶の水貝塚と命名されている。

### 追突事故
1968年（昭和43年）7月16日の22時30分頃、国鉄の当駅1番線ホームを出発した豊田行き電車のドアに乗客が挟まれているのを駅員が発見し、非常停止ブザーを扱ったために電車が非常停止した。後続の高尾行き電車の運転士は、先行列車が出発するだろうとの見込みに基づいて、自動列車停止装置 (ATS) の電源を切って停止現示の信号を無視して進入したため追突事故を起こし、重軽傷者150人以上を出した。

### 駅改良工事
国鉄分割民営化直後、JR東日本では1988年（昭和63年）に御茶ノ水駅の改築計画を打ち出した。従来の単なる通過点としての駅から、人々が楽しみ、最新の情報が得られる多様なサービス機能を備えることが必要であるとし「都市型未来志向のモデル駅」として、事業費65億円、賞金2000万円の公開コンペを1989年に実施した。252点の応募があり、ゼネコンの応募した作品が最優秀に選ばれた。最優秀賞の設計は、3階建て延べ床面積約11,000平方メートルで、1階は列柱とアーチのコンコース、2階には水族館とホール、3階には美術館を備えるものであった。しかしその後、列車の運行を止めずに工事を進めるには上部を支える強い支柱が必要で技術的に難しいといった理由からJRはチームを解散し、改築計画は自然消滅となった。
改築計画の消滅により、1932年に完成した駅構造がそのまま21世紀まで使い続けられることになった。駅が神田川と駿河台に挟まれた狭隘な場所にあるという構造上・立地上の問題からバリアフリー対応が十分に行われず、車椅子用のリフトは設置されているが、エレベーターやエスカレーターは設置されていないままであった。周辺に大学病院などの大規模な病院が数多く立地し、外来で通院する高齢者などから苦情が寄せられていたため、2002年に周辺の8病院が連名でJR東日本にバリアフリー対応の要請を行い、また、2006年12月下旬からエレベーターとエスカレーターの設置を求める署名運動が行われて、2008年に約1万2000人分の署名を千代田区長に提出して対策推進を要望した。
これに対して、JR東日本は長らく費用面から及び腰であったが、2010年3月26日に、当駅で2010年度末からバリアフリー整備を行うことがJR東日本より発表された。また同日千代田区もJR東日本と連携して駅前広場の整備事業を行うことを発表した。その内容は、線路上空に人工地盤を設置し、改札内に連絡通路を新設し、御茶ノ水橋口駅舎および聖橋口の駅前広場機能の整備を行うことと、聖橋口駅舎を人工地盤上に移設してエレベーターやエスカレーターなどを設置することによりバリアフリー整備を行うものであった。これには、聖橋口前での旧日立製作所本社ビル（御茶ノ水セントラルビル）跡地での大型複合ビル建設など、病院の町としてだけでなく新たなオフィスビルの集積を目指した都市改造プロジェクトが進められていることから、新たな客層獲得がJR東日本の改修工事着手を後押しすることになったと推測されている。
今回の計画は、当駅が狭い場所に立地していることから非常に難易度の高い大規模な工事になり、それに伴い列車の運行を変更する可能性もあるという。2010年度内に概略設計や関係者との調整を行い、同年度末の工事着手を目指して検討が進められる。2013年の秋以降は、駅構内や周辺の耐震補強を含めた本格的な駅改良工事へ入り、バリアフリー整備関連は2018年度まで、駅前広場機能整備は2020年度の完成を目標としていたが、工事の過程で広範囲に渡る地中埋設物の処理の影響により、バリアフリー設備は2019年1月末、駅前広場機能整備は2023年度に変更されることになった。その後、2023年10月17日に、JR東日本は新聖橋口駅舎が同年12月3日、駅前広場機能整備が2024年度中に使用開始することを発表し、駅前広場は2025年3月31日に使用開始した。
JR中央線は、2020年代前半（2021年度以降の向こう5年以内）をめどに快速電車に2階建てグリーン車を2両連結させ12両編成運転を行う。そのため快速電車が停車する1・4番線は、ホームの12両編成対応改築工事が実施され、2024年10月12日までに12両編成対応の延伸を完了し、翌日10月13日より快速電車における12両編成の運転が開始された。

### 年表
- 1904年（明治37年）12月31日：当駅 - 飯田町駅間開通と同時に甲武鉄道の駅として御茶ノ水橋の新宿寄りに開業[1]。旅客営業のみ[25]。
- 1906年（明治39年）10月1日：鉄道国有法による甲武鉄道の国有化に伴い、官設鉄道の駅となる[7]。
- 1908年（明治41年）
  - 4月19日：昌平橋駅 - 当駅間が開通[7]。
  - 10月12日：国有鉄道線路名称制定により、中央本線の駅となる[7]。
- 1909年（明治42年）10月12日：線路名称制定により中央東線（1911年から中央本線）の所属となる[7]。
- 1923年（大正12年）9月1日：関東大震災により旧駅舎の一部が焼失したが、応急復旧して継続使用。御茶ノ水付近は崖の崩落を含む施設被害を受ける。
- 1932年（昭和7年）7月1日：現在地に伊藤滋が「モダニズム」を取り入れて設計した新駅舎に移転。両国と結ぶ総武本線が乗り入れ[26]。
- 1933年（昭和8年）9月15日：御茶ノ水 - 飯田町間複々線化完成、中央線急行電車（現在の中央快速線）運転開始[27]。
- 1949年（昭和24年）6月1日：日本国有鉄道発足[28]。
- 1954年（昭和29年）1月20日：池袋駅 - 当駅間の開通と同時に帝都高速度交通営団（営団地下鉄）丸ノ内線の駅が開業。
- 1960年（昭和35年）5月1日：荷物扱い廃止[25]。
- 1968年（昭和43年）7月16日：22時30分頃、国鉄の駅の1番線において追突事故発生[新聞 1]。
- 1972年（昭和47年）7月15日：総武快速線の開業に伴い、総武本線の起点駅から総武本線支線の終点駅となる[26]。
- 1978年（昭和53年）1月：聖橋口駅舎を鉄骨造2階建てに改築[29]。
- 1987年（昭和62年）4月1日：国鉄分割民営化に伴い、国鉄の駅は東日本旅客鉄道（JR東日本）の駅となる[26]。同時に聖橋口の東側に出口専用の臨時改札口が開設される[30]。開設当初は日曜祝日を除く8時00分 から9時15分のみ使用[30]。
- 1991年（平成3年）8月22日：JR東日本のお茶の水橋口に自動改札機を設置し、使用開始[31]。
- 1992年（平成4年）
  - 10月27日：JR東日本の臨時改札口に自動改札機を設置し、使用開始[32]。
  - 12月3日：JR東日本の聖橋口に自動改札機を設置し、使用開始[32]。
- 1993年（平成5年）11月4日：営団地下鉄の定期券うりばが東京駅構内へ移転のため閉鎖。代替措置として継続定期券発売機を導入[33][注 2]。
- 1999年（平成11年）：JR東日本の駅が関東の駅百選に選定される[34]。選定理由は「ホームから歴史のある聖橋や神田川と緑をあおぐ由緒ある素朴な駅」[34]。
- 2001年（平成13年）11月18日：JR東日本でICカード「Suica」の利用が可能となる[報道 9]。
- 2004年（平成16年）4月1日：帝都高速度交通営団（営団地下鉄）民営化に伴い、丸ノ内線の駅は東京地下鉄（東京メトロ）に継承される[報道 10]。
- 2007年（平成19年）3月18日：東京地下鉄でICカード「PASMO」の利用が可能となる[報道 11]。
- 2019年（平成31年）1月29日：JR東日本の駅で改札階とホームを連絡するエレベーターとエスカレーターの使用を開始[新聞 4]。
- 2020年（令和2年）3月14日：この日より中央・総武線各駅停車が終日直通運転となる[報道 1][報道 2]。これに伴い、当駅折り返し列車がなくなる（最終の当駅止まり2本、翌朝の当駅始発2本を除く）[報道 1][報道 2]。
- 2023年（令和5年）12月3日：新しい聖橋口駅舎の使用を開始[報道 6]。エキナカ商業施設「エキュートエディション御茶ノ水」が開業[報道 12]。
- 2024年（令和6年）9月26日：JR東日本の2・3番線（中央・総武線各駅停車）ホームでホームドアの使用を開始[報道 13]。
- 2025年（令和7年）
  - 3月31日：聖橋口駅前広場機能の全面使用開始[報道 14]。
  - 5月14日：エキナカ商業施設「エキュートエディション御茶ノ水」が全面開業[報道 15][35]。

## 駅構造

### JR東日本
島式ホーム2面4線を持つ地上駅で、橋上駅舎を有する。
御茶ノ水橋と聖橋の間にホームがあり、橋の南側に御茶ノ水橋口、聖橋口がある。駅本屋は御茶ノ水橋側（新宿寄り）にあり、聖橋口より東側（秋葉原・神田寄り）に平日の朝（7時30分から11時まで）のみ機能している出口専用の臨時改札口がある。
直営駅（営業統括センター所長が兼務する駅長配置駅）で、地区の拠点として御茶ノ水営業統括センターを併設している。ホームの有効長は中央線快速が12両、中央・総武線各駅停車は10両である。
高台の擁壁と神田川の間に線路が敷かれているため、ホームの幅が非常に狭い。改良工事前、化粧室は御茶ノ水橋口と聖橋口の改札口内にあり、多機能トイレが設置されていなかった。現在は1ヶ所に集約し、多機能トイレを増設している。
御茶ノ水橋口駅舎は1932年（昭和7年）7月の総武本線乗り入れに合わせて使用開始された。伊藤滋設計によるモダニズム建築であり、従来の乗客を待合室に滞留させてからプラットホームに導く構造から、旅客流動を重視して次々に乗客を電車に流し込むという新しい玄関口の構造を初めて確立したという。東側の聖橋口駅舎は大きく改築されており原形を留めていないが、御茶ノ水橋口駅舎は建設以来大きく手を入れられていない。しかしバリアフリー対策工事に2013年度から着手することになっていることは前記した。
外側2線を中央線快速が、内側2線を中央・総武線各駅停車がそれぞれ使用し、同じ方向の列車を同じホームで乗り換えできる、方向別複々線となっている。これを実現するために御茶ノ水駅の前後に立体交差が設置されている。並走する三鷹 - 御茶ノ水間のうち同方向であれば、階段を使わずに対面乗り換えが可能な唯一の駅である。
当駅を境に中央線と総武線の各駅停車の列車が相互直通運転を行う。2020年（令和2年）3月13日まで、早朝と深夜は中央線・総武線は分離して運転を行っていた。総武線は当駅で折り返し、中央線は当駅の水道橋方で快速線と緩行線との間を転線して東京駅発着で運転され、快速用のE233系電車が使用された。総武線の上り列車は2番線に到着し、そのまま中央緩行線下り本線に引き上げ、その後3番線に入線して総武線下り列車となっていた。千葉方面の特急列車も当駅で転線する。上下（東西）両線とも、快速線・緩行線相互間の転線は水道橋方のポイントで可能である。なお、3番線から中央緩行線西行きへの出発も可能だが、通常は設定がない。
2020年（令和2年）3月14日のダイヤ改正以降は前述の通り早朝・深夜の総武線・中央線分離運転が廃止され、当駅を始発・終着とする列車は大幅に削減された。

#### のりば
| 番線 | 路線                     | 方向 | 行先                               |
| ---- | ------------------------ | ---- | ---------------------------------- |
| 1    | 中央線（快速）           | 下り | 新宿・立川・八王子・高尾・青梅方面 |
| 2    | 中央・総武線（各駅停車） | 西行 | 水道橋・飯田橋・市ケ谷・三鷹方面   |
| 3    | 中央・総武線（各駅停車） | 東行 | 秋葉原・錦糸町・船橋・千葉方面     |
| 4    | 中央線（快速）           | 上り | 神田・東京方面                     |

（出典：JR東日本:駅構内図）
- 2番線と3番線の間に総武本線の0キロポストが設置されている。

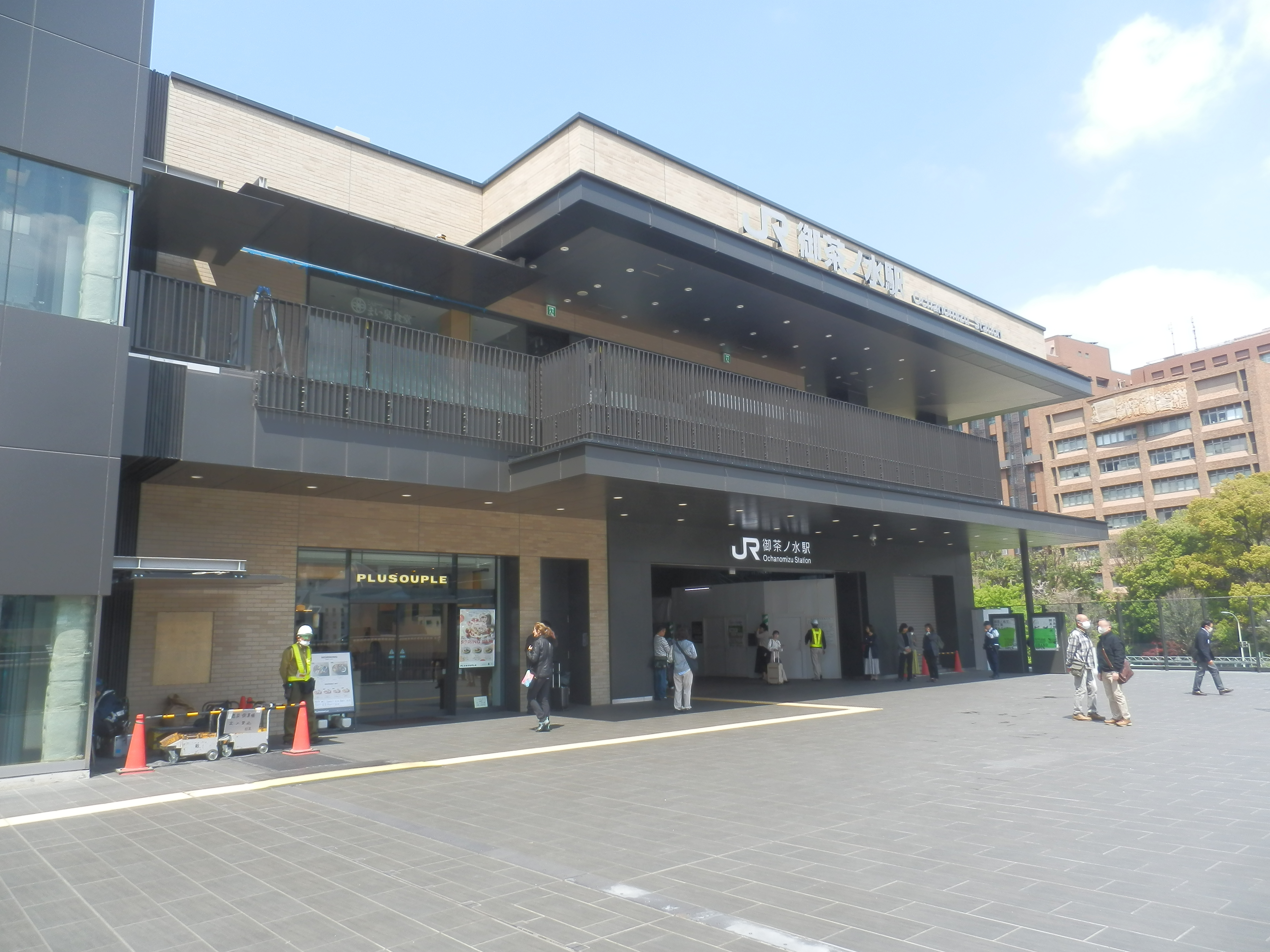
聖橋口（2025年4月）
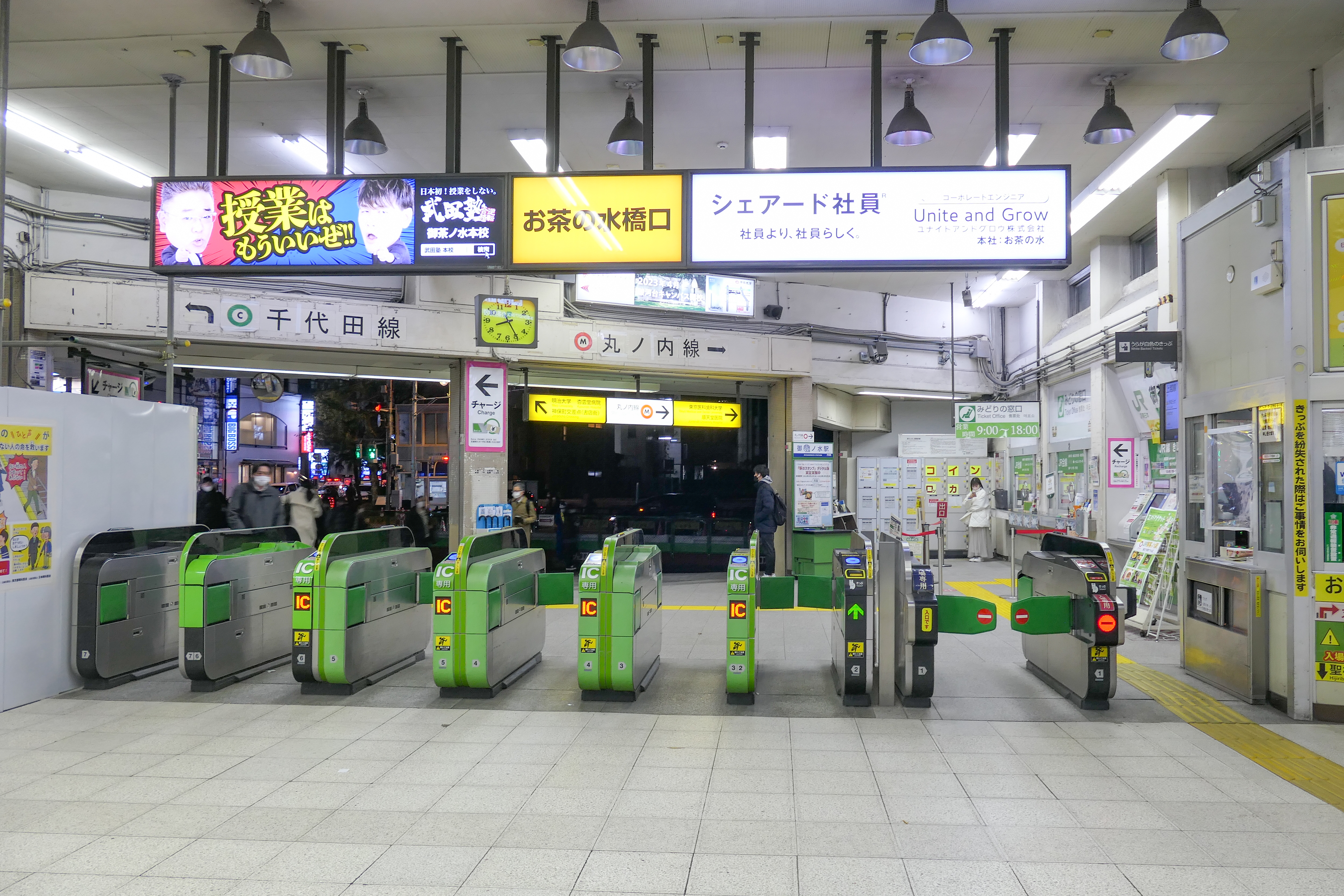
御茶ノ水橋口改札（2022年12月）
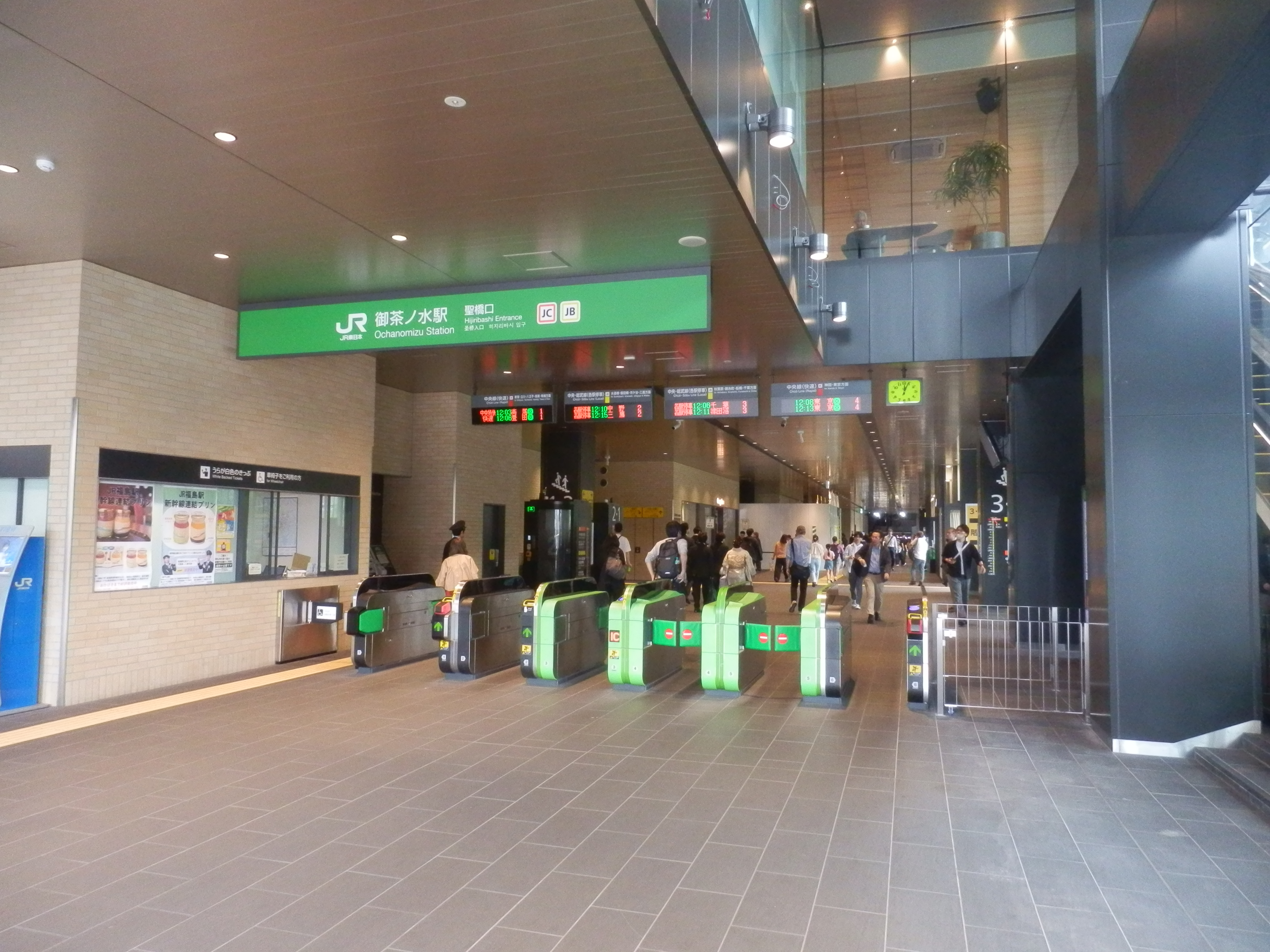
聖橋口改札（2025年5月）
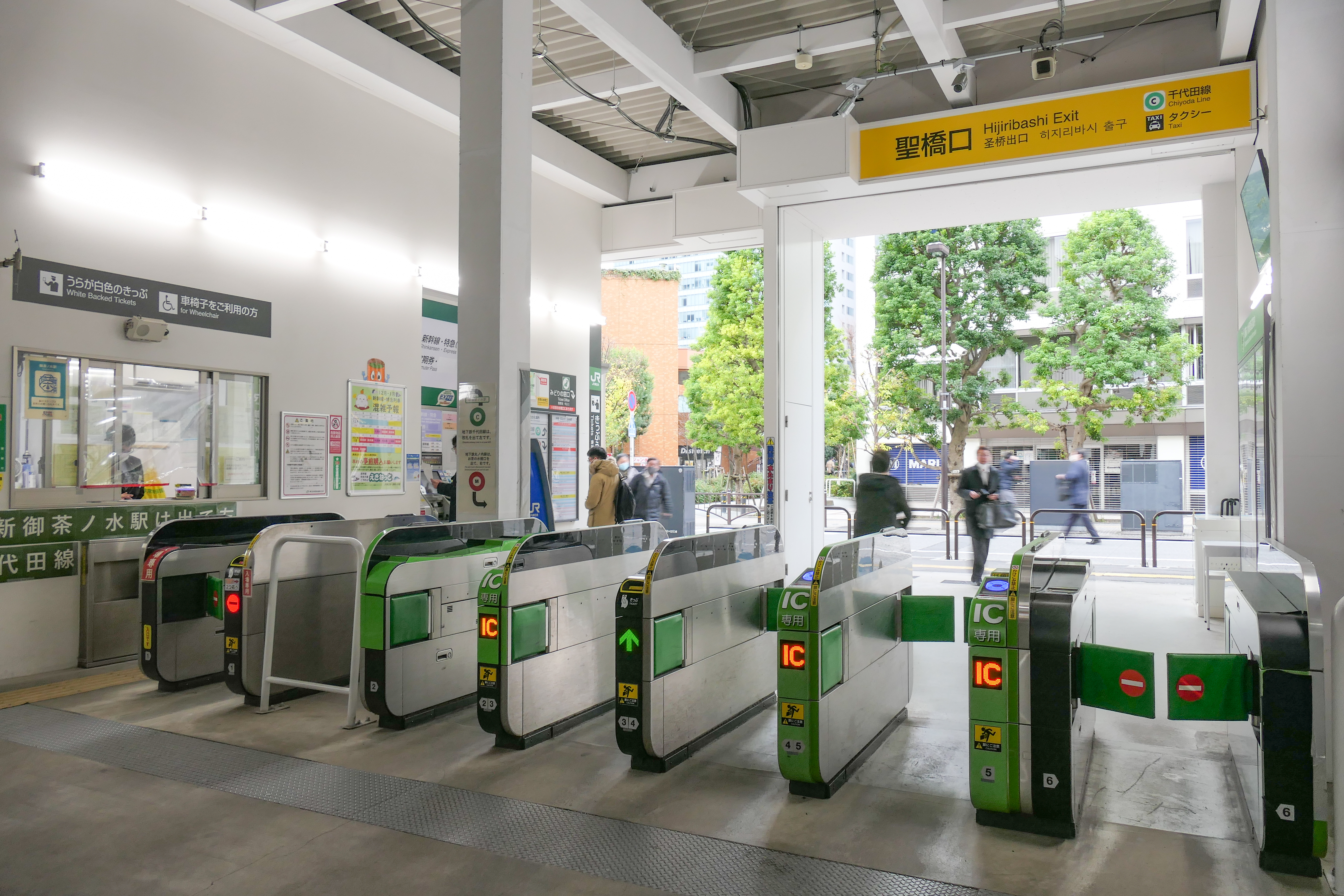
仮設の頃の聖橋口改札（2022年12月）
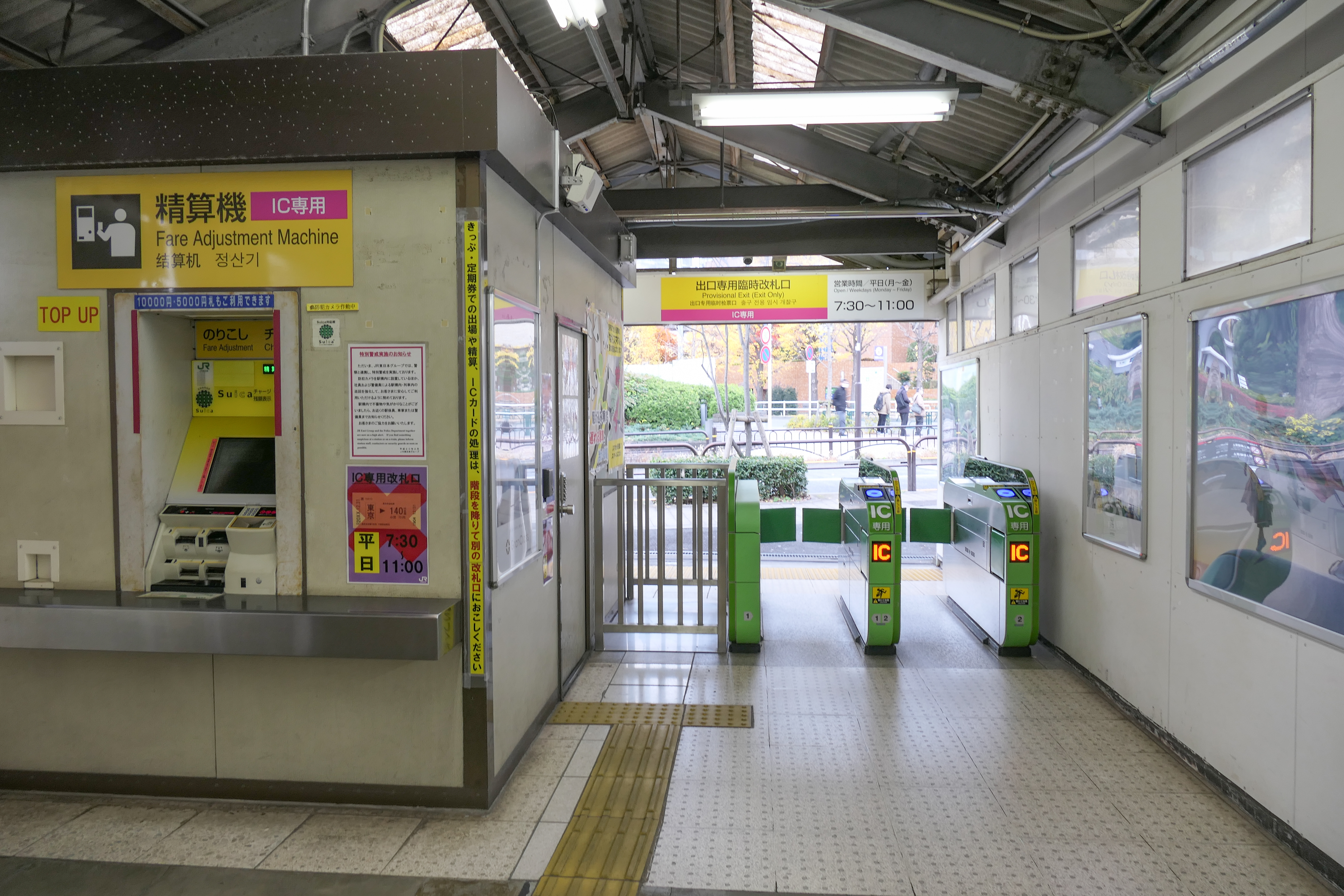
出口専用臨時改札（2022年12月）
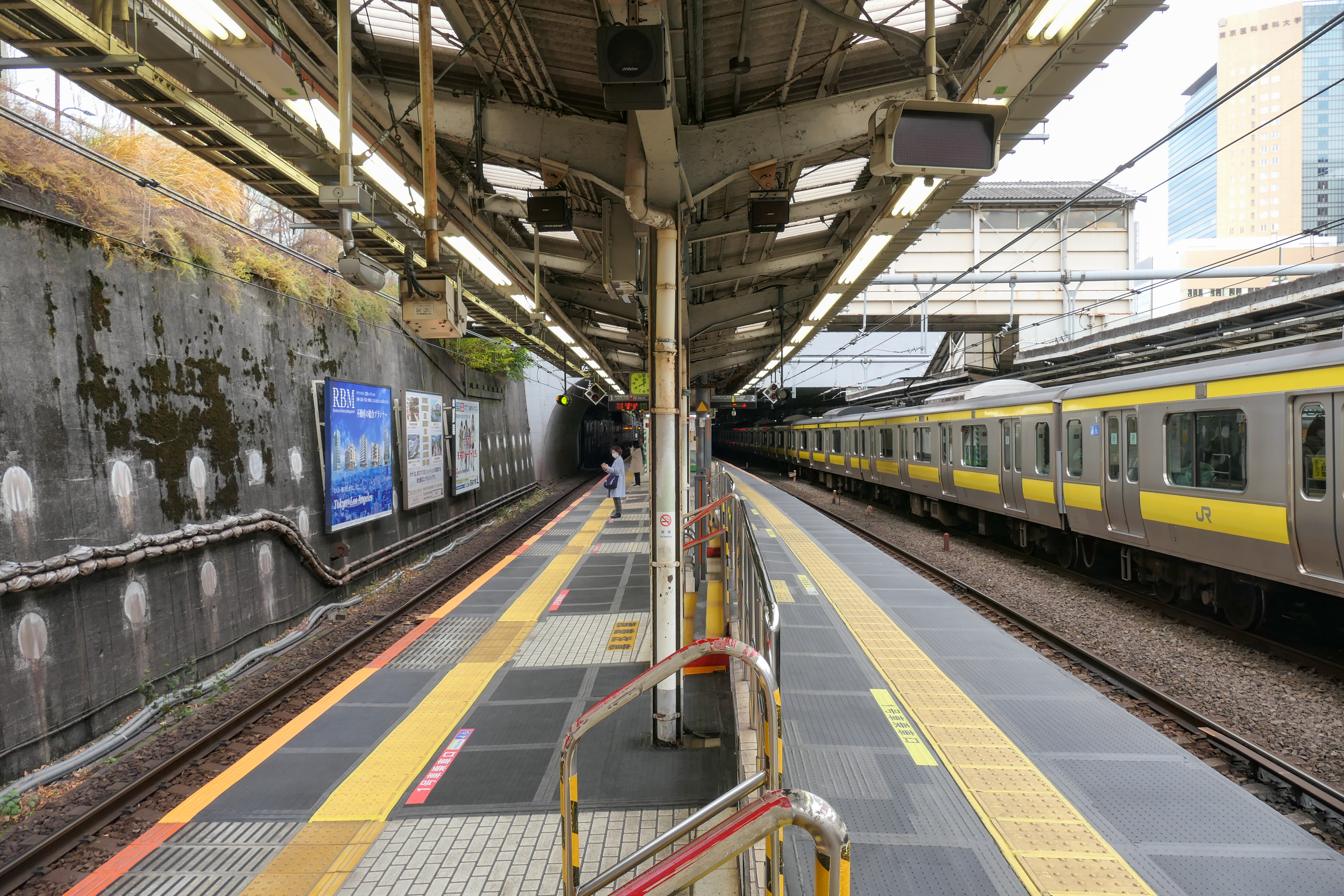
1・2番線ホーム（2022年12月）
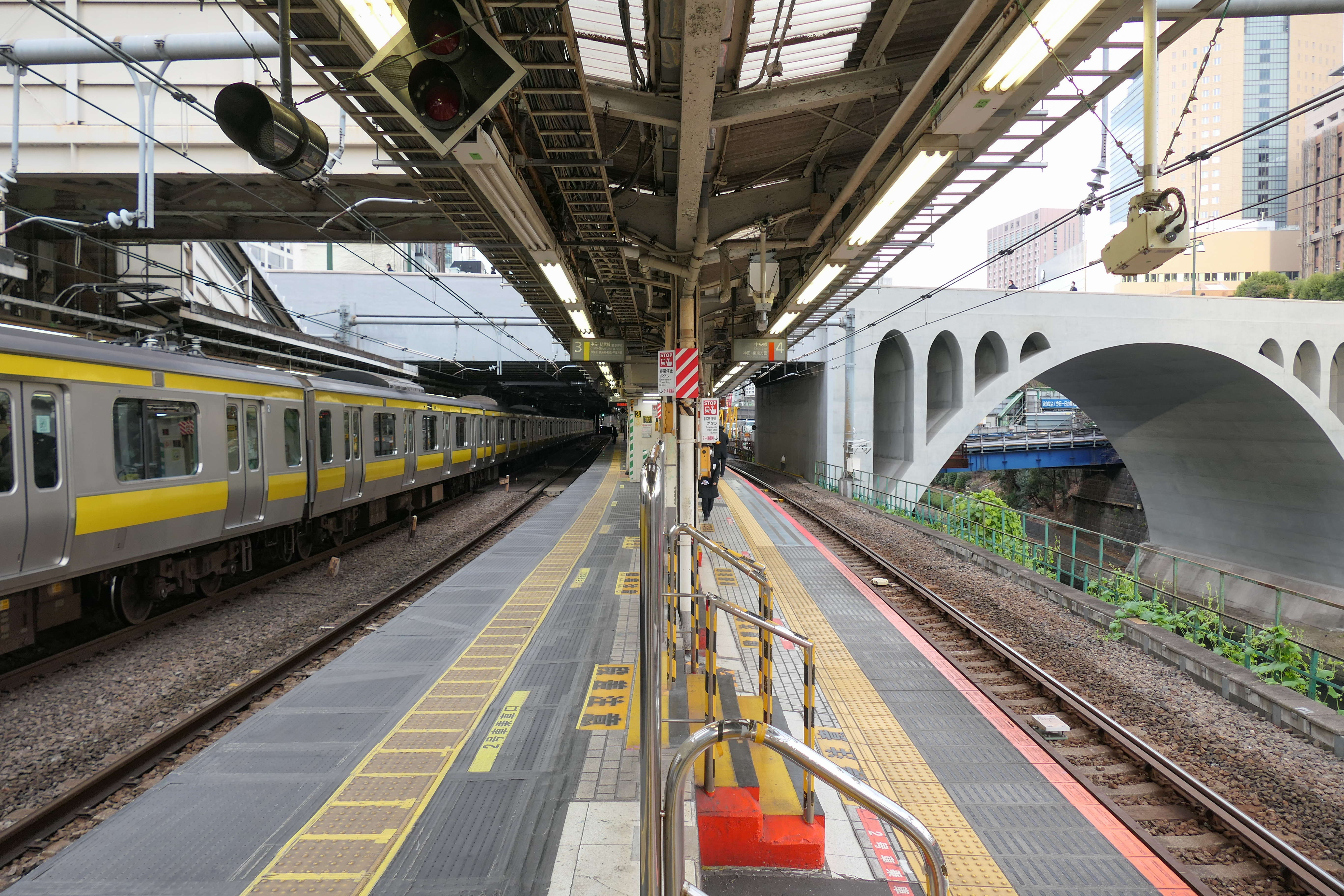
3・4番線ホーム（2022年12月）
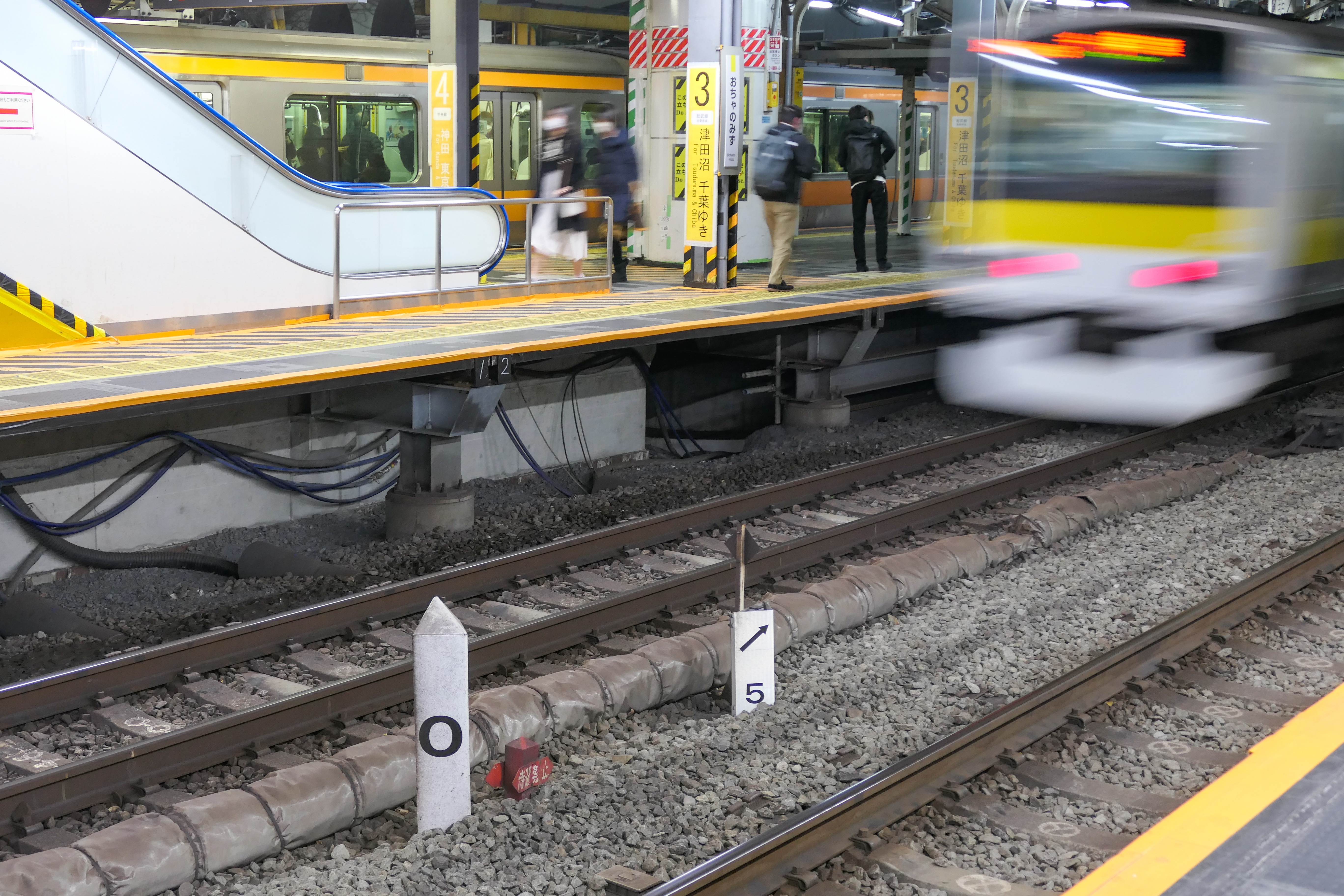
総武線の0キロポスト（2022年12月）
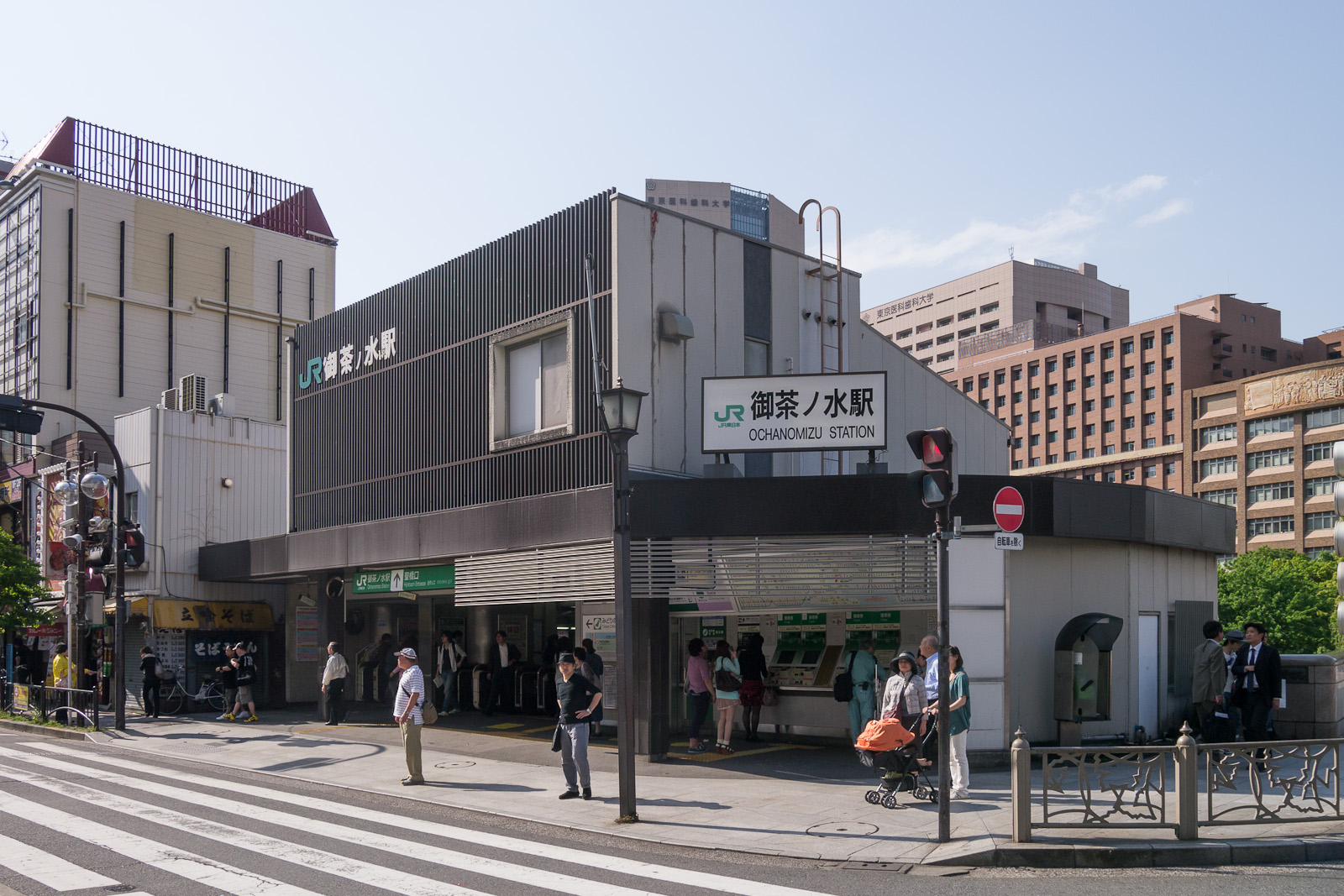
建替え前の聖橋口（2012年5月）

### 東京メトロ
相対式ホーム2面2線を有する地下駅。
1番線銀座方に池袋方面線路への片渡り線が1本ある。定期ダイヤでの当駅発着列車は2010年現在設定されていないが、池袋駅 - 当駅間が開業した時から東京駅への延伸まで引き上げ線として使われた後、淡路町駅まで延伸開業した際（当時は単線運転）に池袋方面行の電車が渡り線を使用し転線していた名残りである。2007年6月にホームドアが設置されたが、車両とホームの隙間を調整する工事のため、2008年3月22日まで稼動を一時休止して、翌23日に再開された。
かつては定期券うりばがJR口改札前にあったが、1993年11月に東京駅へ移転となり、代替措置として継続定期券発売機が設置された（のちに新規定期券も購入可能）。
JRの駅とは違い、両改札口にエレベーターが設置されている。なお、1番線ホームへの改札口にあるエレベーターは、東京科学大学湯島キャンパスに直接入ることができる。
駅は神田川に面した急傾斜地に建設された関係で、アプローチ部分が半地下構造の駅舎に類する設計で設けられた。この部分は、国鉄・JR御茶ノ水駅の1932年完成の駅舎にも関わった土橋長俊が主宰する土橋大野建築事務所の設計で、国鉄・JRの御茶ノ水口駅舎と同じインターナショナル・スタイルを採用している。
かつては千代田線新御茶ノ水駅との連絡駅となっていたが、都営地下鉄新宿線小川町駅が開業し、新御茶ノ水駅と淡路町駅が直接つながったことで、新御茶ノ水駅と当駅（丸ノ内線）との連絡を解消した。
改札口は2か所で、各ホームに直結している。1番線の改札を出ると1番出入口、2番線の改札を出ると2番出入口しか利用できない構造となっている。1番線で降りて2番出入口へ行きたい場合は（その逆も同様）改札口横の地下通路を用いて隣のホームへ向かうこととなる。また地下通路にはエレベーターの設置はない。

#### のりば
| 番線 | 路線     | 行先             |
| ---- | -------- | ---------------- |
| 1    | 丸ノ内線 | 荻窪・方南町方面 |
| 2    | 丸ノ内線 | 池袋方面         |

（出典：東京メトロ:構内図）

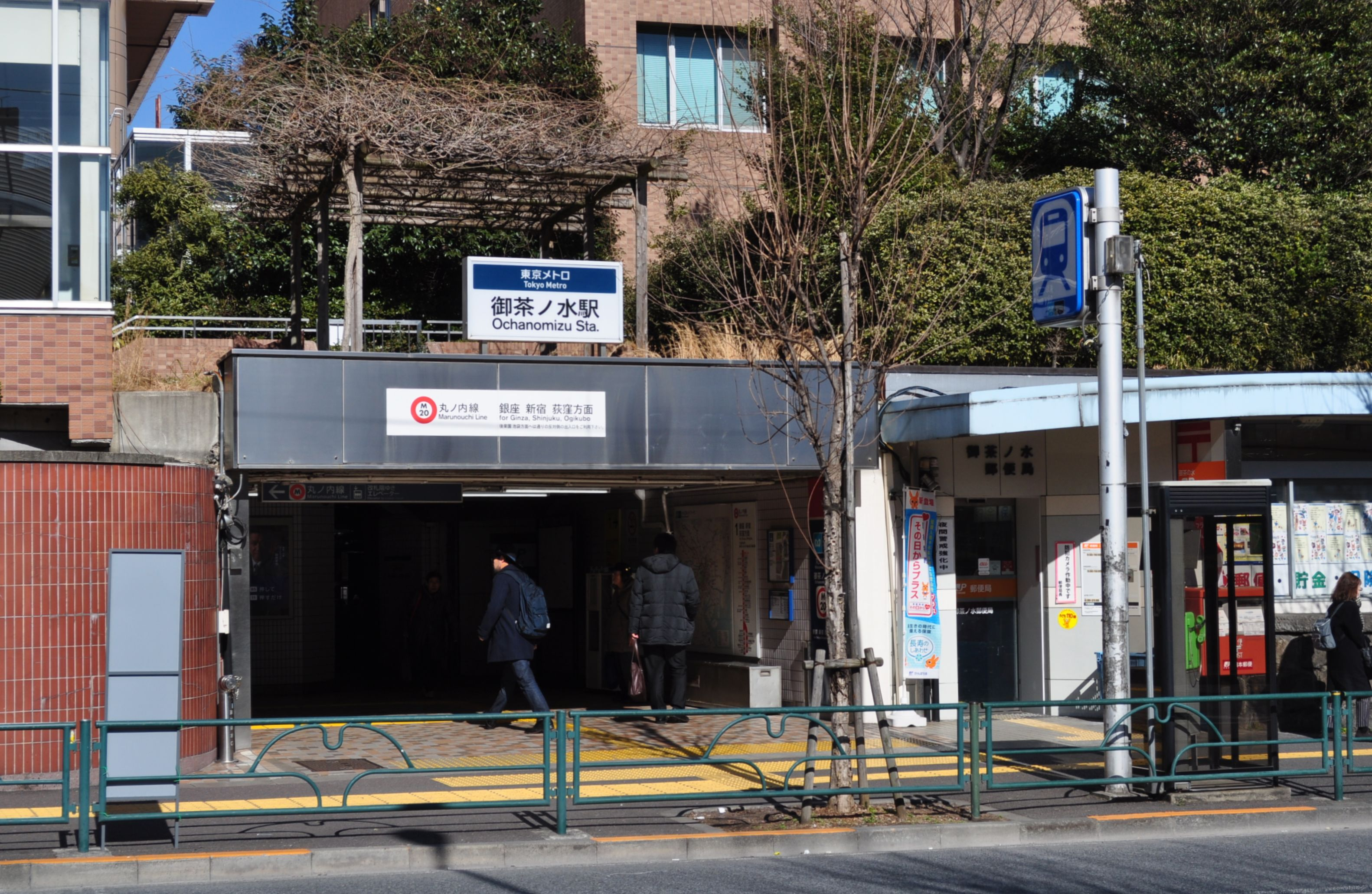
医科歯科大学方面1番出入口（2018年2月）
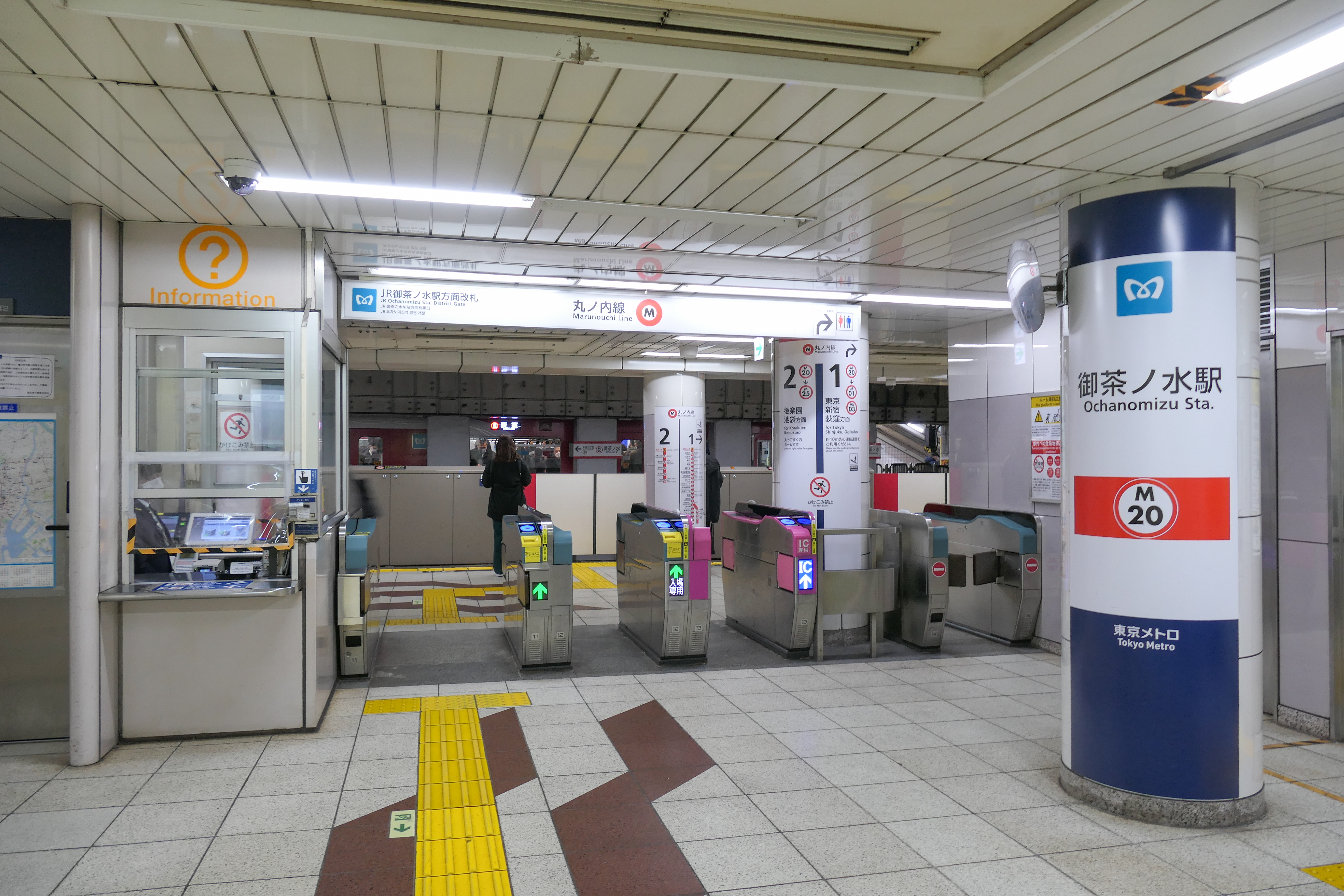
JR御茶ノ水駅方面改札（2022年12月）
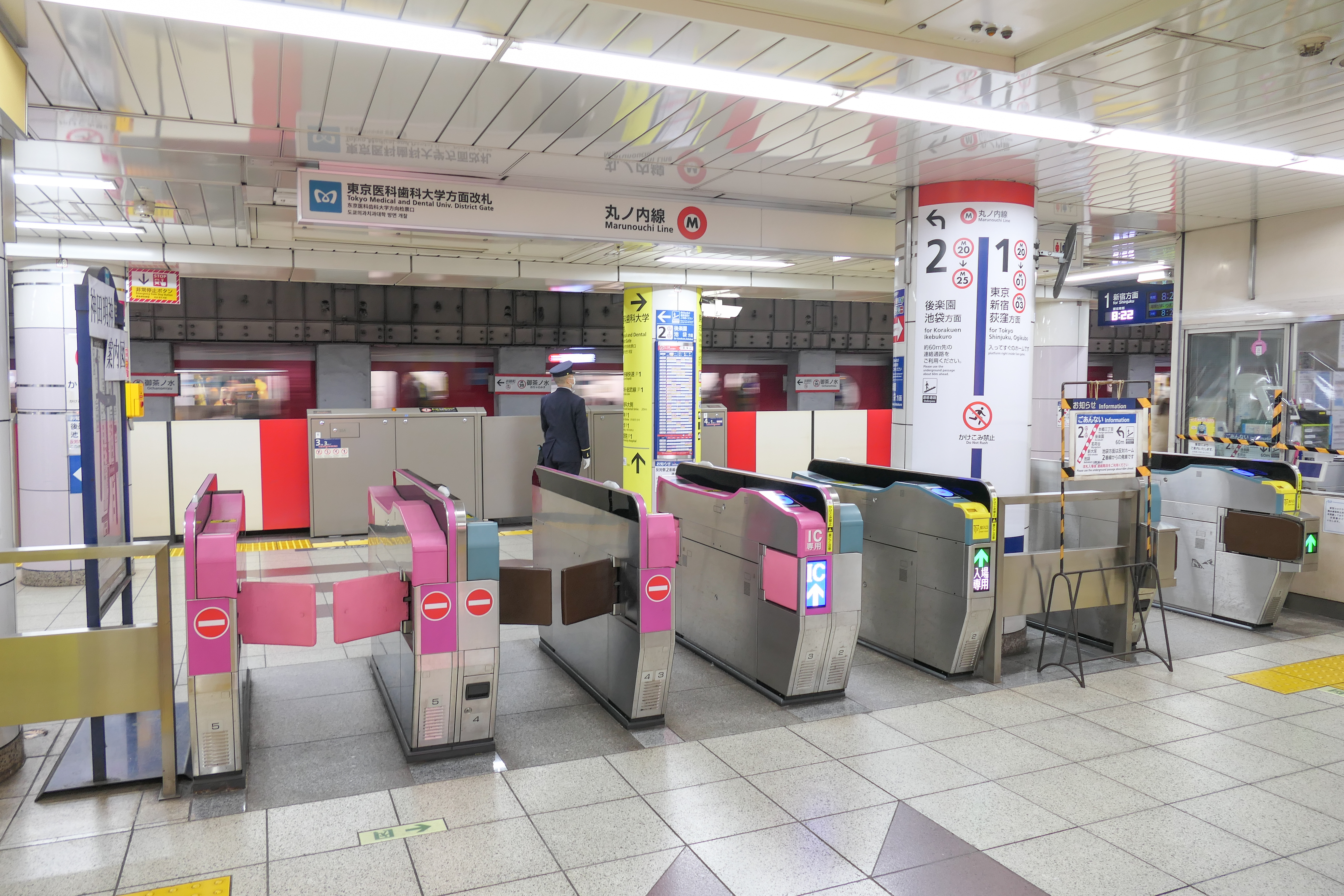
東京医科歯科大学方面改札（2022年12月）
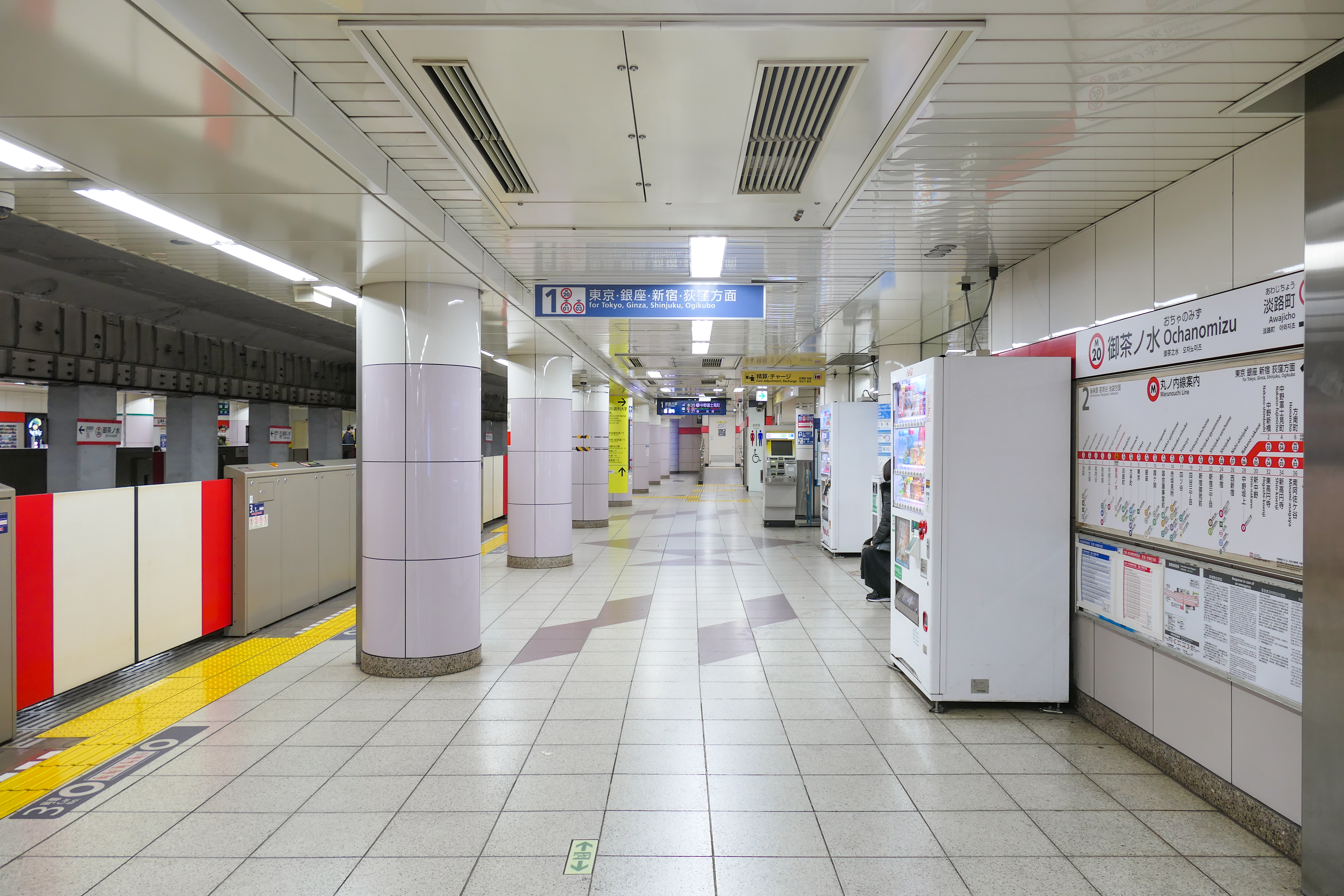
1番線ホーム（2022年12月）
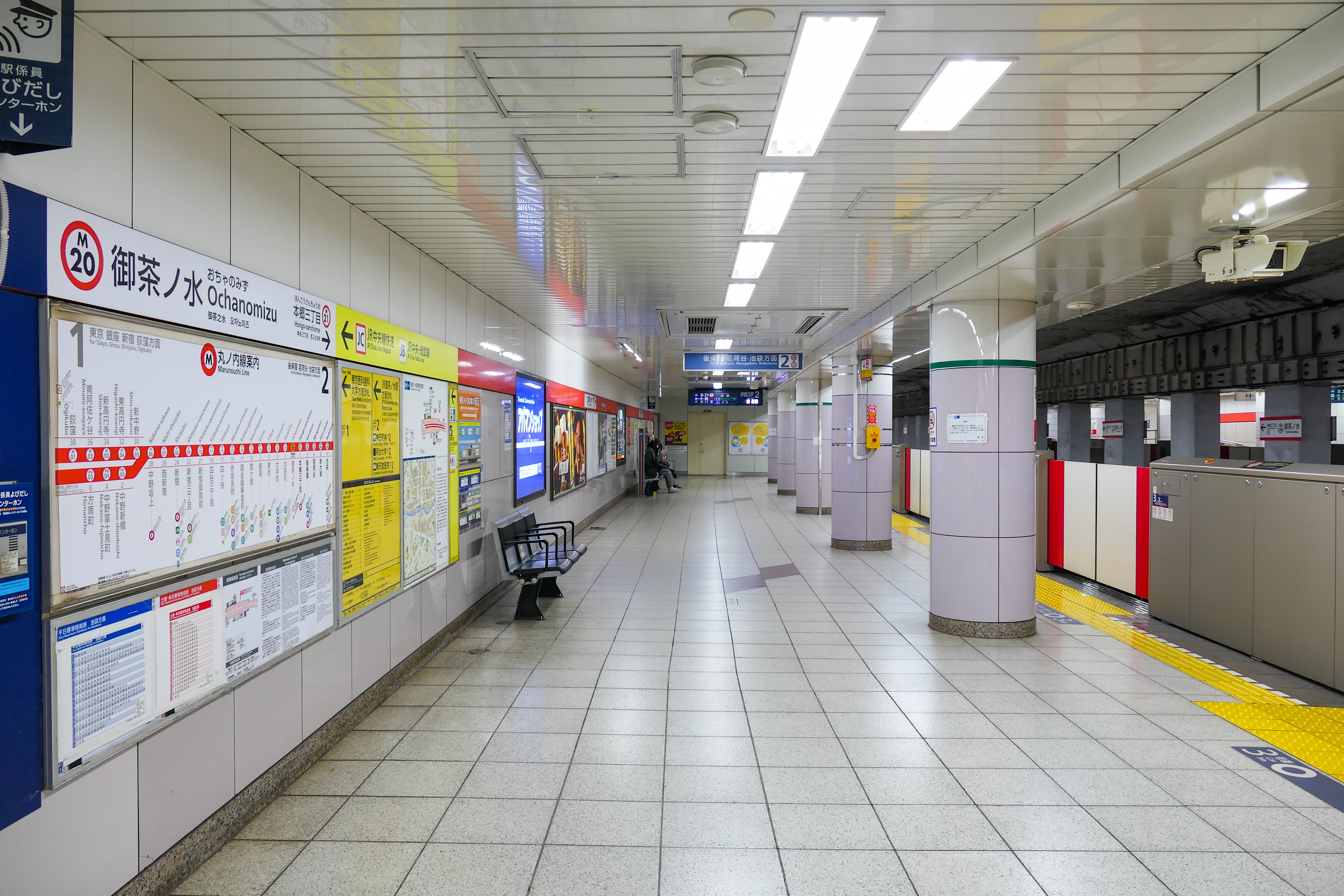
2番線ホーム（2022年12月）

#### 発車メロディ
ワンマン運転開始に伴い、スイッチ制作の発車メロディ（発車サイン音）が導入されている。
曲は1番線が「ハートレール」（串田亨作曲）、2番線が「ジェントルトレイン」（福嶋尚哉作曲）である。

## 利用状況
- JR東日本 - 2023年度（令和5年度）の1日平均乗車人員は85,957人である[利用客数 1]。
東日本管内の駅では津田沼駅に次いで第44位。
- 東京メトロ - 2024年度（令和6年度）の1日平均乗降人員は54,548人である[メトロ 1]。
東京メトロ全130駅中73位。

### 年度別1日平均乗降人員
各年度の1日平均乗降人員は下表の通りである（JRは除く）。
| 年度               | 営団 / 東京メトロ | 営団 / 東京メトロ |
| 年度               | 1日平均 乗降人員  | 増加率            |
| ------------------ | ----------------- | ----------------- |
| 1967年（昭和42年） | 69,050            |                   |
| 1968年（昭和43年） | 73,720            | 6.8%              |
| 1969年（昭和44年） | 73,383            | −0.5%             |
| 1970年（昭和45年） | 76,565            | 4.3%              |
| 1971年（昭和46年） | 79,828            | 4.3%              |
| 1972年（昭和47年） | 78,265            | −2.0%             |
| 1973年（昭和48年） | 74,323            | −5.0%             |
| 1974年（昭和49年） | 74,864            | 0.7%              |
| 1975年（昭和50年） | 71,698            | −4.2%             |
| 1976年（昭和51年） | 71,085            | −0.9%             |
| 1977年（昭和52年） | 71,417            | 0.5%              |
| 1978年（昭和53年） | 65,102            | −8.8%             |
| 1979年（昭和54年） | 63,475            | −2.5%             |
| 1980年（昭和55年） | 62,725            | −1.2%             |
| 1981年（昭和56年） | 64,349            | 2.6%              |
| 1982年（昭和57年） | 65,275            | 1.4%              |
| 1983年（昭和58年） | 65,005            | −0.4%             |
| 1984年（昭和59年） | 66,007            | 1.5%              |
| 1985年（昭和60年） | 65,702            | −0.5%             |
| 1986年（昭和61年） | 64,928            | −1.2%             |
| 1987年（昭和62年） | 65,332            | 0.6%              |
| 1988年（昭和63年） | 65,694            | 0.6%              |
| 1989年（平成元年） | 64,066            | −2.5%             |
| 1990年（平成02年） | 62,923            | −1.8%             |
| 1991年（平成03年） | 63,000            | 0.1%              |
| 1992年（平成04年） | 62,615            | −0.6%             |
| 1993年（平成05年） | 61,770            | −1.3%             |
| 1994年（平成06年） | 53,943            | [ 要出典 ]        |
| 1995年（平成07年） | 57,877            |                   |
| 1996年（平成08年） | 56,547            | −2.3%             |
| 1997年（平成09年） | 54,852            | −3.0%             |
| 1998年（平成10年） | 47,712            | [ 要出典 ]        |
| 1999年（平成11年） | 46,581            | [ 要出典 ]        |
| 2000年（平成12年） | 52,451            |                   |
| 2001年（平成13年） | 52,665            | 0.4%              |
| 2002年（平成14年） | 52,022            | −1.2%             |
| 2003年（平成15年） | 51,483            | −1.0%             |
| 2004年（平成16年） | 50,649            | −1.6%             |
| 2005年（平成17年） | 50,980            | 0.7%              |
| 2006年（平成18年） | 51,980            | 2.0%              |
| 2007年（平成19年） | 54,018            | 3.9%              |
| 2008年（平成20年） | 52,565            | −2.7%             |
| 2009年（平成21年） | 52,203            | −0.7%             |
| 2010年（平成22年） | 52,137            | −0.1%             |
| 2011年（平成23年） | 51,629            | −1.0%             |
| 2012年（平成24年） | 52,642            | 2.0%              |
| 2013年（平成25年） | 55,529            | 5.5%              |
| 2014年（平成26年） | 55,540            | 0.0%              |
| 2015年（平成27年） | 57,455            | 3.4%              |
| 2016年（平成28年） | 58,407            | 1.7%              |
| 2017年（平成29年） | 59,493            | 1.9%              |
| 2018年（平成30年） | 60,053            | 0.9%              |
| 2019年（令和元年） | 59,281            | −1.3%             |
| 2020年（令和02年） | 38,672            | −34.8%            |
| 2021年（令和03年） | 42,427            | 9.7%              |
| 2022年（令和04年） | 47,741            | 12.5%             |
| 2023年（令和05年） | 51,922            | 8.8%              |
| 2024年（令和06年） | 54,548            | 5.1%              |

### 年度別1日平均乗車人員（1900年代 - 1930年代）
各年度の1日平均乗車人員は下表の通りである。
| 年度               | 甲武鉄道 / 国鉄 | 出典              |
| ------------------ | --------------- | ----------------- |
| 1904年（明治37年） | 708             | [ 東京府統計 2 ]  |
| 1905年（明治38年） | 1,807           | [ 東京府統計 3 ]  |
| 1907年（明治40年） | 1,725           | [ 東京府統計 4 ]  |
| 1908年（明治41年） | 1,153           | [ 東京府統計 5 ]  |
| 1909年（明治42年） | 1,085           | [ 東京府統計 6 ]  |
| 1911年（明治44年） | 1,179           | [ 東京府統計 7 ]  |
| 1912年（大正元年） | 1,342           | [ 東京府統計 8 ]  |
| 1913年（大正02年） | 1,318           | [ 東京府統計 9 ]  |
| 1914年（大正03年） | 1,390           | [ 東京府統計 10 ] |
| 1915年（大正04年） | 1,471           | [ 東京府統計 11 ] |
| 1916年（大正05年） | 1,832           | [ 東京府統計 12 ] |
| 1919年（大正08年） | 3,530           | [ 東京府統計 13 ] |
| 1920年（大正09年） | 5,702           | [ 東京府統計 14 ] |
| 1922年（大正11年） | 10,372          | [ 東京府統計 15 ] |
| 1923年（大正12年） | 7,758           | [ 東京府統計 16 ] |
| 1924年（大正13年） | 9,308           | [ 東京府統計 17 ] |
| 1925年（大正14年） | 10,711          | [ 東京府統計 18 ] |
| 1926年（昭和元年） | 13,317          | [ 東京府統計 19 ] |
| 1927年（昭和02年） | 15,740          | [ 東京府統計 20 ] |
| 1928年（昭和03年） | 19,405          | [ 東京府統計 21 ] |
| 1929年（昭和04年） | 22,194          | [ 東京府統計 22 ] |
| 1930年（昭和05年） | 23,036          | [ 東京府統計 23 ] |
| 1931年（昭和06年） | 23,108          | [ 東京府統計 24 ] |
| 1932年（昭和07年） | 27,019          | [ 東京府統計 25 ] |
| 1933年（昭和08年） | 31,188          | [ 東京府統計 26 ] |
| 1934年（昭和09年） | 32,244          | [ 東京府統計 27 ] |
| 1935年（昭和10年） | 34,363          | [ 東京府統計 28 ] |

### 年度別1日平均乗車人員（1953年 - 2000年）
| 年度               | 国鉄 / JR東日本 | 営団   | 出典              |
| ------------------ | --------------- | ------ | ----------------- |
| 1953年（昭和28年） | 88,821          |        | [ 東京都統計 1 ]  |
| 1954年（昭和29年） | 98,230          |        | [ 東京都統計 2 ]  |
| 1955年（昭和30年） | 98,756          |        | [ 東京都統計 3 ]  |
| 1956年（昭和31年） | 103,951         | 13,104 | [ 東京都統計 4 ]  |
| 1957年（昭和32年） | 102,345         | 14,648 | [ 東京都統計 5 ]  |
| 1958年（昭和33年） | 103,943         | 16,280 | [ 東京都統計 6 ]  |
| 1959年（昭和34年） | 104,850         | 17,442 | [ 東京都統計 7 ]  |
| 1960年（昭和35年） | 108,613         | 17,550 | [ 東京都統計 8 ]  |
| 1961年（昭和36年） | 114,967         | 21,447 | [ 東京都統計 9 ]  |
| 1962年（昭和37年） | 126,729         | 22,649 | [ 東京都統計 10 ] |
| 1963年（昭和38年） | 135,379         | 26,625 | [ 東京都統計 11 ] |
| 1964年（昭和39年） | 142,534         | 26,851 | [ 東京都統計 12 ] |
| 1965年（昭和40年） | 149,289         | 32,979 | [ 東京都統計 13 ] |
| 1966年（昭和41年） | 156,043         | 33,021 | [ 東京都統計 14 ] |
| 1967年（昭和42年） | 162,237         | 34,183 | [ 東京都統計 15 ] |
| 1968年（昭和43年） | 166,561         | 36,325 | [ 東京都統計 16 ] |
| 1969年（昭和44年） | 151,401         | 36,492 | [ 東京都統計 17 ] |
| 1970年（昭和45年） | 148,025         | 37,508 | [ 東京都統計 18 ] |
| 1971年（昭和46年） | 152,194         | 39,142 | [ 東京都統計 19 ] |
| 1972年（昭和47年） | 156,597         | 38,559 | [ 東京都統計 20 ] |
| 1973年（昭和48年） | 157,099         | 36,581 | [ 東京都統計 21 ] |
| 1974年（昭和49年） | 162,145         | 37,342 | [ 東京都統計 22 ] |
| 1975年（昭和50年） | 159,418         | 35,049 | [ 東京都統計 23 ] |
| 1976年（昭和51年） | 162,315         | 34,896 | [ 東京都統計 24 ] |
| 1977年（昭和52年） | 159,975         | 35,343 | [ 東京都統計 25 ] |
| 1978年（昭和53年） | 151,036         | 31,614 | [ 東京都統計 26 ] |
| 1979年（昭和54年） | 140,456         | 30,924 | [ 東京都統計 27 ] |
| 1980年（昭和55年） | 122,644         | 30,232 | [ 東京都統計 28 ] |
| 1981年（昭和56年） | 121,329         | 31,308 | [ 東京都統計 29 ] |
| 1982年（昭和57年） | 120,334         | 31,433 | [ 東京都統計 30 ] |
| 1983年（昭和58年） | 122,806         | 31,967 | [ 東京都統計 31 ] |
| 1984年（昭和59年） | 128,121         | 32,856 | [ 東京都統計 32 ] |
| 1985年（昭和60年） | 127,005         | 32,092 | [ 東京都統計 33 ] |
| 1986年（昭和61年） | 125,885         | 31,956 | [ 東京都統計 34 ] |
| 1987年（昭和62年） | 126,186         | 32,029 | [ 東京都統計 35 ] |
| 1988年（昭和63年） | 132,466         | 32,632 | [ 東京都統計 36 ] |
| 1989年（平成元年） | 131,701         | 32,078 | [ 東京都統計 37 ] |
| 1990年（平成02年） | 135,384         | 31,486 | [ 東京都統計 38 ] |
| 1991年（平成03年） | 139,549         | 31,120 | [ 東京都統計 39 ] |
| 1992年（平成04年） | 140,597         | 31,239 | [ 東京都統計 40 ] |
| 1993年（平成05年） | 138,595         | 30,427 | [ 東京都統計 41 ] |
| 1994年（平成06年） | 133,762         | 29,926 | [ 東京都統計 42 ] |
| 1995年（平成07年） | 130,672         | 28,602 | [ 東京都統計 43 ] |
| 1996年（平成08年） | 127,863         | 27,644 | [ 東京都統計 44 ] |
| 1997年（平成09年） | 123,631         | 26,951 | [ 東京都統計 45 ] |
| 1998年（平成10年） | 120,323         | 26,312 | [ 東京都統計 46 ] |
| 1999年（平成11年） | 118,211         | 25,967 | [ 東京都統計 47 ] |
| 2000年（平成12年） | 116,955         | 25,759 | [ 東京都統計 48 ] |

### 年度別1日平均乗車人員（2001年以降）
| 年度               | JR東日本 | JR東日本 | JR東日本 | 営団 / 東京メトロ | 出典              |
| 年度               | 定期外   | 定期     | 合計     | 営団 / 東京メトロ | 出典              |
| ------------------ | -------- | -------- | -------- | ----------------- | ----------------- |
| 2001年（平成13年） |          |          | 116,215  | 25,621            | [ 東京都統計 49 ] |
| 2002年（平成14年） |          |          | 114,721  | 25,283            | [ 東京都統計 50 ] |
| 2003年（平成15年） |          |          | 111,870  | 24,962            | [ 東京都統計 51 ] |
| 2004年（平成16年） |          |          | 109,175  | 25,068            | [ 東京都統計 52 ] |
| 2005年（平成17年） |          |          | 106,964  | 25,233            | [ 東京都統計 53 ] |
| 2006年（平成18年） |          |          | 105,954  | 25,674            | [ 東京都統計 54 ] |
| 2007年（平成19年） |          |          | 107,205  | 26,705            | [ 東京都統計 55 ] |
| 2008年（平成20年） |          |          | 104,632  | 26,110            | [ 東京都統計 56 ] |
| 2009年（平成21年） |          |          | 103,011  | 25,989            | [ 東京都統計 57 ] |
| 2010年（平成22年） |          |          | 101,617  | 25,995            | [ 東京都統計 58 ] |
| 2011年（平成23年） |          |          | 100,518  | 25,710            | [ 東京都統計 59 ] |
| 2012年（平成24年） | 39,014   | 61,142   | 100,157  | 26,131            | [ 東京都統計 60 ] |
| 2013年（平成25年） | 40,714   | 64,023   | 104,737  | 27,618            | [ 東京都統計 61 ] |
| 2014年（平成26年） | 40,703   | 62,474   | 103,177  | 27,562            | [ 東京都統計 62 ] |
| 2015年（平成27年） | 41,204   | 63,686   | 104,890  | 28,481            | [ 東京都統計 63 ] |
| 2016年（平成28年） | 40,935   | 63,881   | 104,816  | 28,995            | [ 東京都統計 64 ] |
| 2017年（平成29年） | 41,209   | 64,526   | 105,735  | 29,584            | [ 東京都統計 65 ] |
| 2018年（平成30年） | 41,073   | 64,817   | 105,890  | 29,860            | [ 東京都統計 66 ] |
| 2019年（令和元年） | 39,099   | 64,483   | 103,582  | 29,486            | [ 東京都統計 67 ] |
| 2020年（令和02年） | 21,596   | 44,933   | 66,530   |                   |                   |
| 2021年（令和03年） | 25,970   | 45,277   | 71,248   |                   |                   |
| 2022年（令和04年） | 30,574   | 49,565   | 80,139   |                   |                   |
| 2023年（令和05年） | 33,349   | 52,607   | 85,957   |                   |                   |

備考
1. ↑  1904年12月31日開業。開業日から1905年3月31日までの計91日間を集計したデータ。

## 駅周辺
JR線の北を神田川が流れる。丸ノ内線の駅は神田川の北側にあり、御茶ノ水橋でつながる。聖橋は東、お茶の水橋は西に架かる。駅周辺は明治・日本・順天堂・東京科学の各大学などがあり、『日本のカルチエ・ラタン』とも呼ばれる学生街として知られている。また、楽器店やスポーツ用品店、歴史ある有名病院も数多い。
なお、お茶の水女子大学の最寄り駅は当駅ではなく丸ノ内線茗荷谷駅と有楽町線護国寺駅である。前身の東京女子高等師範学校が湯島聖堂および現在の東京医科歯科大学→東京科学大学の敷地内にあったためである。

### 北側
- 東京科学大学（旧：東京医科歯科大学）湯島キャンパス
  - 東京科学大学病院
  - 御茶ノ水郵便局
- 順天堂大学 本郷・御茶の水キャンパス
  - 順天堂大学医学部附属順天堂医院
- おりがみ会館
- 東京都水道歴史館
- 湯島聖堂
- 神田明神
- 東京ガーデンパレス（ホテル）
- 平和と労働センター・全労連会館
  - 全国労働組合総連合事務所
  - 日本国民救援会
  - 原水爆禁止日本協議会
  - 全日本民主医療機関連合会
  - 労働者教育協会
  - 治安維持法犠牲者国家賠償要求同盟
- 日本サッカー協会ビル
- 本郷通り

### 南側
- 明治大学（本部・駿河台キャンパス）
- 日本大学（歯学部・理工学部）
  - 日本大学病院
  - 日本大学歯学部付属歯科病院
- 文化学院
- 御茶の水美術専門学校
- アテネ・フランセ
- 御茶の水美術学院
- 駿台予備学校
- 四谷大塚 御茶ノ水校舎
- 杏雲堂病院
- 公益社団法人東京都教職員互助会三楽病院
  - 三楽病院付属生活習慣病クリニック
- 名倉クリニック
- 井上眼科病院
  - 井上眼科病院付属駿河台診療所
  - 井上眼科病院付属お茶の水・眼科クリニック
- 神尾記念病院
- 浜田病院
- 神田駿河台郵便局
- 小川町郵便局
- 新御茶ノ水駅前郵便局
- 神田郵便局
- ニコライ堂（正式名は「東京復活大聖堂」。日本ハリストス正教会の府主教座・本部）
- 山の上ホテル
- 御茶ノ水ソラシティ
  - 日本製紙本社
  - 宇宙航空研究開発機構 (JAXA) 東京事務所
  - デジタルハリウッド本社・東京本校
  - デジタルハリウッド大学
- ワテラス
- 総評会館（日本労働組合総連合会本部）
- 神田古書店街（神田神保町）
- 三省堂書店 神田本店
- 日本出版販売本社
- 三井住友海上本社
- 東京YWCA会館
- 明大通り
- 外堀通り
- 国道17号
- マロニエ通り
- 神保町駅（東京メトロ半蔵門線、都営地下鉄三田線・新宿線）
- 新御茶ノ水駅（東京メトロ千代田線）
- 小川町駅（都営地下鉄新宿線）
- 淡路町駅（東京メトロ丸ノ内線）

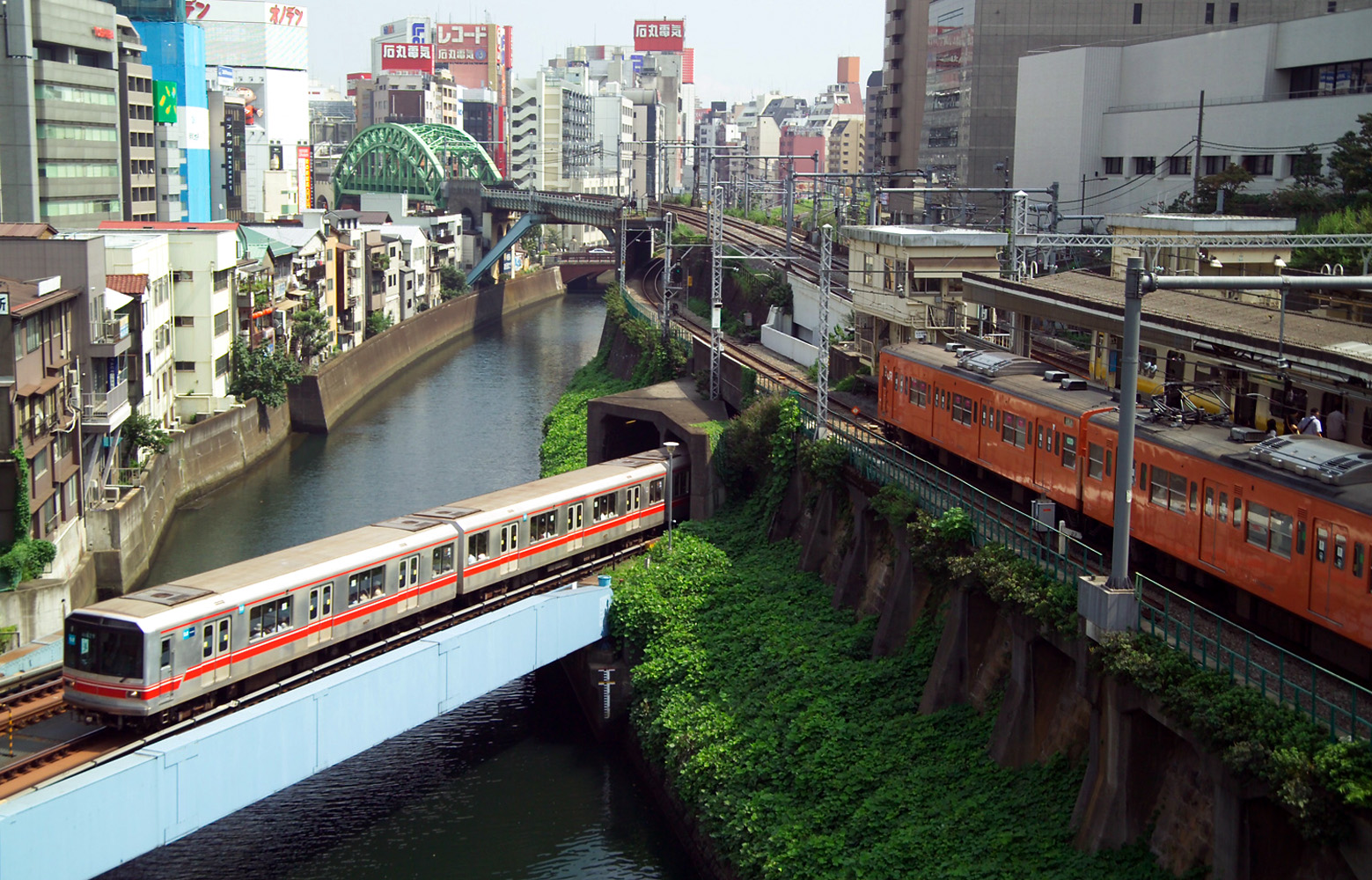
神田川とJR線秋葉原方の下を通る丸ノ内線
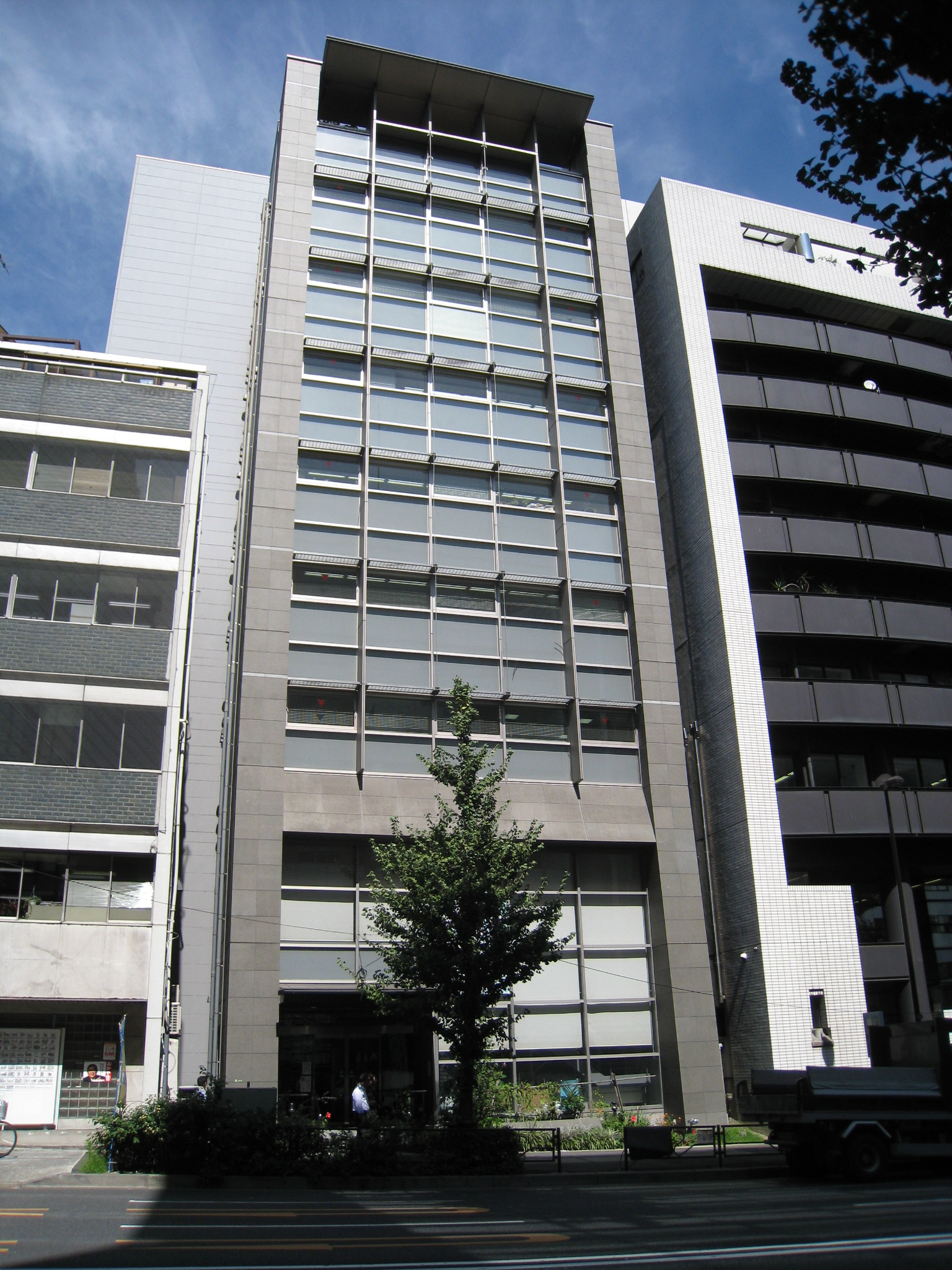
平和と労働センター・全労連会館
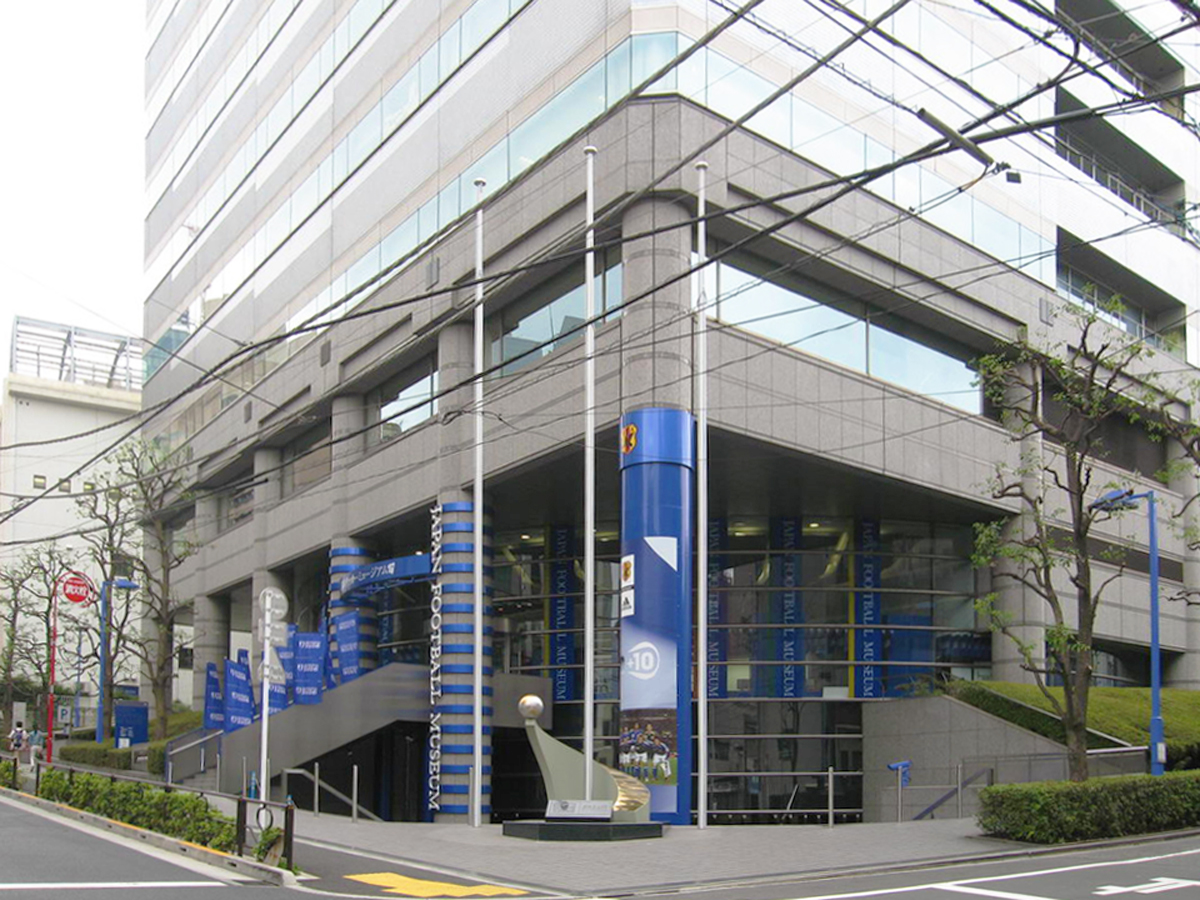
2002FIFAワールドカップ記念日本サッカーミュージアム
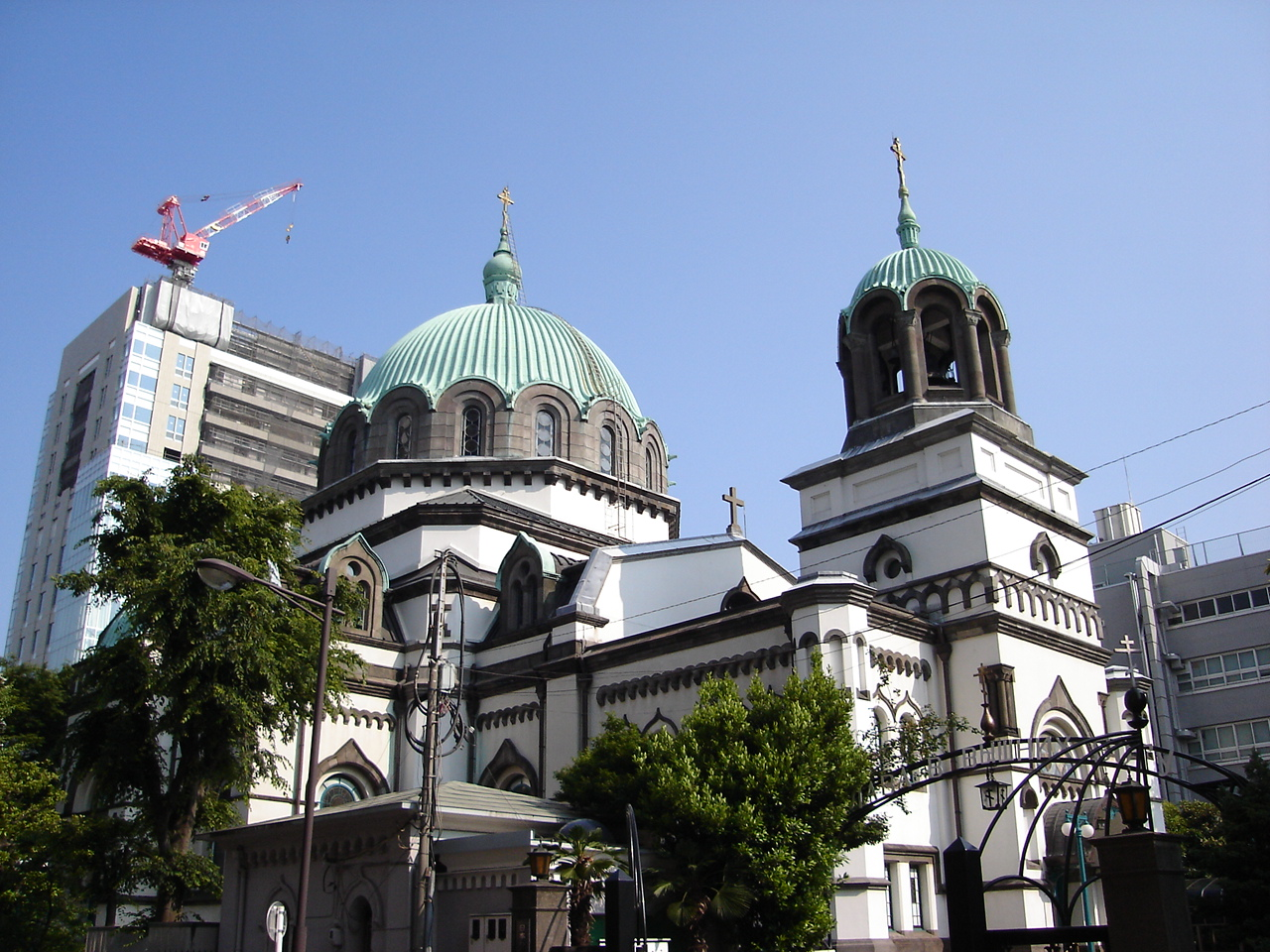
ニコライ堂

## バス路線
駅西口の「御茶ノ水駅前」停留所に、都営バスと日立自動車交通の路線が乗り入れている。
| のりば              | 運行事業者     | 系統・行先                                   |
| ------------------- | -------------- | -------------------------------------------- |
| 御茶ノ水駅北側1     | 都営バス       | 茶51：駒込駅南口                             |
| 御茶ノ水駅北側2     | 都営バス       | 茶51：秋葉原駅前                             |
| 御茶ノ水橋口改札前3 | 都営バス       | 東43：東京駅丸の内北口                       |
| 御茶ノ水橋口改札前4 | 都営バス       | 東43：荒川土手                               |
| 御茶ノ水橋北側5     | 都営バス       | 茶07：東大構内                               |
| 御茶ノ水橋北側      | 日立自動車交通 | 風ぐるま 秋葉原ルート：千代田区役所          |
| 御茶ノ水橋口改札前  | 日立自動車交通 | 風ぐるま 富士見・神保町ルート：千代田区役所  |
| 御茶ノ水橋口改札前  | 日立自動車交通 | Bーぐる 本郷・湯島ルート：湯島駅・春日一丁目 |

## 隣の駅
東日本旅客鉄道（JR東日本）
 中央線（快速）
■特別快速「ホリデー快速おくたま」（土休日上りのみ）・■通勤特快（平日上りのみ）・■中央特快・■青梅特快・■通勤快速（平日下りのみ）・■快速
神田駅 (JC 02) - *万世橋駅 - 御茶ノ水駅 (JC 03) - 四ツ谷駅 (JC 04)
*打消線は廃駅
 中央・総武線（各駅停車）
秋葉原駅 (JB 19) - 御茶ノ水駅 (JB 18) - 水道橋駅 (JB 17) ※線路名称上の中央本線としての当駅の隣の駅は神田駅と水道橋駅であるが、双方の駅に停車する列車は存在しない。
東京地下鉄（東京メトロ）
 丸ノ内線
淡路町駅 (M 19) - 御茶ノ水駅 (M 20) - 本郷三丁目駅 (M 21)